# Bandera de Puerto Rico
La bandera de Puerto Rico, denominada oficialmente Bandera del Estado Libre Asociado de Puerto Rico,representa a Puerto Rico y a su gente. Consiste de cinco franjas horizontales iguales, alternando de rojo a blanco, con un triángulo equilátero azul basado en el lado del asta que lleva una estrella grande, afilada, vertical, centrada y blanca de cinco puntas. La estrella blanca simboliza la isla, los tres lados del triángulo las tres ramas del gobierno, el azul el cielo y las aguas costeras, el rojo la sangre derramada de los guerreros patriotas y el blanco la libertad, la victoria y la paz.La bandera de Puerto Rico es popularmente conocida como la Monoestrellada, que significa tener una estrella, una sola estrella o una estrella solitaria.La bandera está en la familia de las banderas de estrellas y franjas alternas. 
En septiembre de 1868, el Comité Revolucionario de Puerto Rico lanzó la revuelta del Grito de Lares contra el dominio español en la isla, llevando como emblema la Bandera del Grito de Lares, más comúnmente conocida como la Bandera de Lares.Buscando fomentar la creación de una conciencia nacional puertorriqueña para la separación política con España por primera vez, la bandera de Lares es reconocida como la primera bandera de Puerto Rico.
En diciembre de 1895, 27 años después de la corta y fallida revuelta en Lares, los miembros exiliados del comité, establecidos en la ciudad de Nueva York en asociación con rebeldes exiliados cubanos, reemplazaron la bandera de Lares con la actual bandera de Puerto Rico como la nueva bandera revolucionaria para representar a un posible Puerto Rico independiente. Basada en la bandera de Cuba, la bandera de batalla llevada por los cubanos durante su guerra de independencia contra España, su adopción simbolizaba los fuertes lazos existentes entre los revolucionarios exiliados cubanos y puertorriqueños y la unión de las luchas por la independencia de Cuba y Puerto Rico como los dos últimos territorios del alguna vez extenso imperio Americano de España desde 1825.
El Comité Revolucionario de Puerto Rico identificó los colores de la bandera como "rojo", "blanco" y "azul", pero no especificó ningún tono, lo que le ha dado lugar a un debate continuo sobre la tonalidad del azul.Fuentes orales secundarias pero contemporáneas afirmaban que se conservó el azul claro utilizado en la bandera de Lares .Sin embargo, se realizaron varias versiones de dicha bandera, y la única autenticada por una fuente primaria escrita presentaba un azul oscuro.
En julio de 1952, después de varios intentos fallidos por el gobierno puertorriqueño insular para oficializar la bandera como estándar de la isla, el gobierno adoptó a esta como la bandera oficial de Puerto Rico con el establecimiento del Estado Libre Asociado de Puerto Rico (ELA), identificando sus colores por ley como "rojo", "blanco" y "azul", pero sin especificar ningún tono de color oficial.Sin embargo, el gobierno empezó a utilizar un azul oscuro que coincidía con el azul de la bandera americana como el tono de facto de azul.
En agosto de 1995, el gobierno de Puerto Rico emitió un reglamento sobre el uso de la bandera en el que identificó una vez más los colores que se usarían como "rojo", "blanco" y "azul", pero no especificó ningún tono de color oficial.Con su promulgación, el gobierno y el pueblo comenzaron a usar un azul medio como el tono de facto de azul, remplazando al tono azul oscuro como el más utilizado. En agosto de 2022, se presentó sin éxito un proyecto de ley de enmienda en el Senado de Puerto Rico que habría establecido el azul medio actual, un azul royal (real), como el color oficial de la bandera.
Hasta el día de hoy, los tonos de color de la bandera de Puerto Rico nunca han sido determinados oficialmente por ley en Puerto Rico. Por lo tanto, es común ver el triángulo de la bandera de Puerto Rico con diferentes tonos de color azul. Ocasionalmente, el tono de azul que se  presenta en la bandera se utiliza para mostrar preferencia sobre el tema del estatus político de Puerto Rico, con azul claro, utilizado presumiblemente por revolucionarios a favor de la independencia en 1868 y 1895, representando la independencia completa contra los Estados Unidos y el soberanismo o la independencia como un estado soberano y libremente asociado con los Estados Unidos, azul oscuro, utilizado por funcionarios desde 1952, representando la estadidad o la integración en los Estados Unidos como estado, y azul medio, más comúnmente utilizado por el gobierno y la gente desde la década de 1990, representando el estatus intermediario actual del ELA como un territorio no incorporado organizado de EE. UU con estatus de autogobierno local de orientación democrática.
En 2001, la bandera de Puerto Rico ocupó el séptimo lugar de 72 entradas en una encuesta sobre las banderas de las subdivisiones de Canadá y los Estados Unidos realizada por la Asociación Vexilológica de América del Norte.

## Historia

### Primeros diseños virreinales

#### Descubrimiento

La Capitana, bandera de los barcos de Colón

La introducción de una bandera en Puerto Rico se remonta al 19 de noviembre de 1493, cuando Cristóbal Colón desembarcó en la costa oeste de la isla, y con la bandera designada para él por la corona española, reclamó la isla, conocida originalmente por su pueblo nativo Taíno como Borikén, en nombre de España, llamándola San Juan Bautista en honor al profeta Juan el Bautista, quien bautizó a Jesucristo. Colón escribió en su libro de bitácora que en 12 de octubre de 1492, su flota llevaba el estándar real de la Corona de Castilla, representando a la Monarquía Española, y La Capitana, la insignia expedicionaria del capitán que tiene sobre un fondo blanco una cruz verde en el medio y una "F" y "Y", ambas verdes y coronadas con coronas reales doradas y abiertas, simbolizando a Fernando II de Aragón y Ysabel, los reyes católicos de una España unificada.

#### Colonización
Los conquistadores españoles bajo el mando del primer explorador y gobernador de Puerto Rico,  Juan Ponce de León, procedieron a conquistar y poblar la isla en 1508, desplazando, esclavizando y matando a los nativos Taíno. Ellos llevaban el estándar real de la Corona de Castilla, emblema representado a la Monarquía Española, y la Cruz de Borgoña, el estándar militar que representa al Imperio español, el último de los cuales continúa volando sobre las fortificaciones construidas por España en Puerto Rico, sobre todo en el Castillo San Felipe del Morro y el Castillo San Cristóbal. 

### Primer diseño puertorriqueño

#### Orígenes revolucionarios y antillanos
El movimiento independentista en Puerto Rico ganó impulso con los éxitos militares de Simón Bolívar y José de San Martín contra el dominio español en América del Sur. En 1868, el líder puertorriqueño independentista Ramón Emeterio Betances, después de reunir materiales para la fabricación de la bandera de Eduvigis Beauchamp Sterling, instó a Mariana Bracetti a tejer la bandera revolucionaria del Grito de Lares, el estandarte de la primera de dos revueltas de corta duración contra gobierno español en la isla, utilizando como diseño la bandera descuartizada de la Primera República Dominicana, la cual fue inspirada por las banderas de Haití y Francia, y basada en las banderas regimentales del Reino de Francia, y la estrella solitaria de la bandera cubana, la cual fue inspirada y basada en la bandera estadounidense. La fusión de las banderas dominicana y cubana para crear la bandera puertorriqueña de Lares tenía como objetivo promover la unión de las vecinas Antillas Mayores de habla hispana —las islas de una sola nación de Cuba y Puerto Rico, y República Dominicana en la isla de dos naciones de La Española— en una Confederación Antillana para la preservación de su soberanía e intereses.
En 1868, durante la revuelta del Grito de Lares, Francisco Ramírez Medina, después de haber sido juramentado como el primer presidente de Puerto Rico por los revolucionarios, proclamó la bandera de Lares como la bandera nacional de la "República de Puerto Rico", y la colocó en el altar mayor de la iglesia católica de Lares, convirtiéndola en la primera bandera puertorriqueña. 

#### Banderas originales

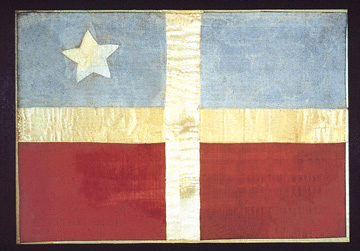
Bandera original del Grito de Lares (1868)

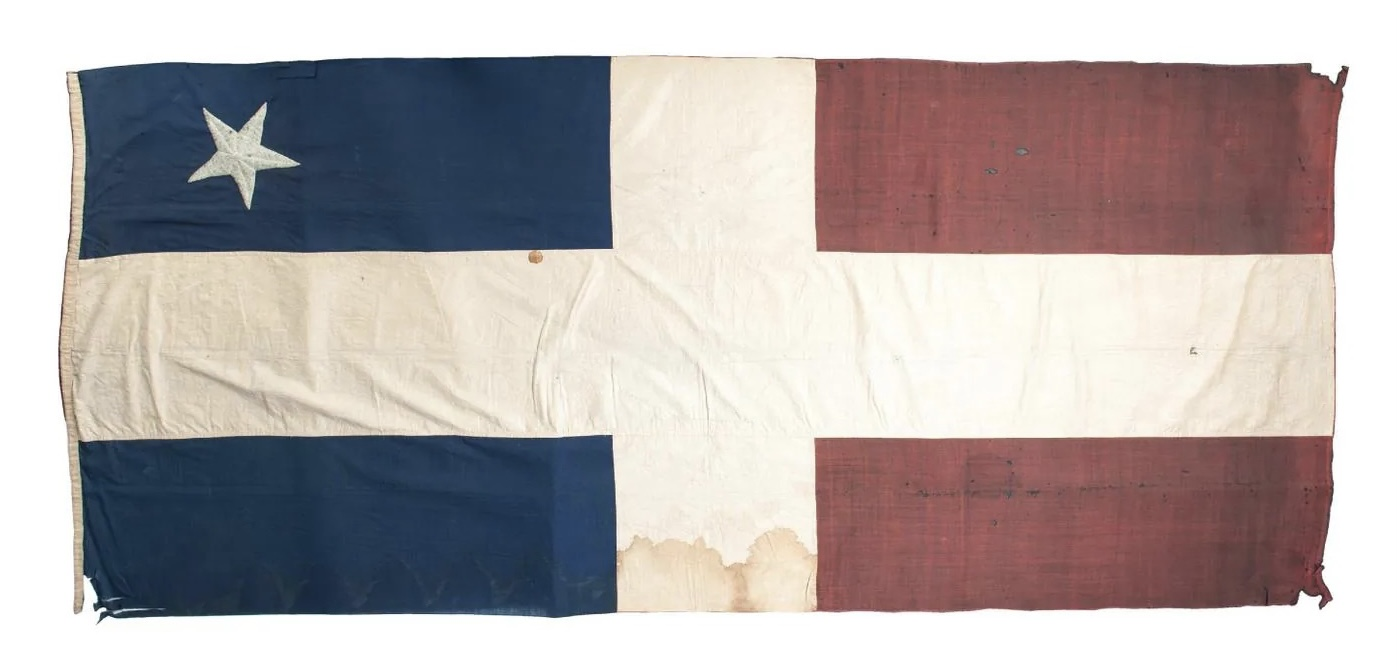
Bandera original del Grito de Lares (1868)

Se hicieron varias banderas para la revuelta, pero solo dos han sobrevivido hasta el día de hoy. La  bandera revolucionaria de Lares más conocida está descuartizada por una cruz blanca centrada, con dos cuadrados rojos en la parte inferior y dos cuadrados azules claros en la parte superior, el izquierdo de los cuales lleva una estrella blanca de cinco puntas, inclinada y centrada. Según el antropólogo Ricardo Alegría, la bandera fue tomada del altar de la parroquia de San José de Lares por el capitán español José de Perignat, quien la guardó hasta que su familia la donó a la Universidad de Fordham en la ciudad de Nueva York. En 1954, la universidad regaló la bandera al Museo de Historia, Antropología y Arte de la Universidad de Puerto Rico en Río Piedras, Puerto Rico, entonces encabezado por Alegría, y en 1988, fue restaurada por la  Museo Smithsonian en Washington D. C.
Desde principios del siglo XX, algunos historiadores han cuestionado la autenticidad de la bandera, ya que no hay evidencia documental que valide que se usó en la revuelta o que se colocó en el altar de la Parroquia de San José en Lares, Puerto Rico.Se ha especulado que esta bandera no es una bandera original de Lares, sino una copia hecha en la década de 1930 por nacionalistas para su conmemoración de la revuelta del Grito de Lares. Sin embargo, al mismo tiempo, otros historiadores afirman que, a pesar de la ausencia de fuentes primarias para validar la bandera, hay una larga tradición oral de testimonios que la autentican.
La bandera revolucionaria de Lares más recientemente conocida está descuartizada por una cruz blanca centrada, con dos cuadrados rojos en el al batiente y dos cuadrados de color azul oscuro en el al asta, el superior de los cuales lleva una estrella blanca de cinco puntas, inclinada y centrada. Según el Archivo Digital Nacional de Puerto Rico (ADNPR), la bandera, considerada como La Coronela, la bandera más importante que era utilizada por la primera compañía comandada por el coronel de los ejércitos, fue capturada en 1868 por el capitán español Manuel Iturriaga, quien dirigió la represión de los revolucionarios de Lares, en el barrio de Piedra Gorda de Camuy, Puerto Rico después de ser descubierta en la granja de un revolucionario enterrada en una de dos cajas de madera junto a cientos de cartuchos para rifle de milicias. Tras la muerte de Iturriaga, la bandera fue donada por su hijo al antiguo Museo de Artillería de España. Desde su descubrimiento en 2022, la bandera se exhibe en el Museo Del Ejército en Toledo, España.
En 1872, la bandera fue mencionada en Historia de la insurrección de Lares..., una crónica sobre el Grito de Lares escrita por el telégrafo y periodista español José Manuel Pérez Moris, un contemporáneo que había emigrado a Puerto Rico desde Cuba en 1869.Categorizando la bandera como “la verdadera bandera de Lares”, el Centro de Estudios Avanzados de Puerto Rico y el Caribe (CEAPRC), afirma que fuentes primarias como el relato de Pérez Moris sobre la revuelta prueban que esta bandera es la auténtica creada por las fuerzas revolucionarias de la “República de Puerto Rico” que iba a nacer de la revuelta del Grito de Lares en 1868.

### Últimos diseños españoles

#### Provincial

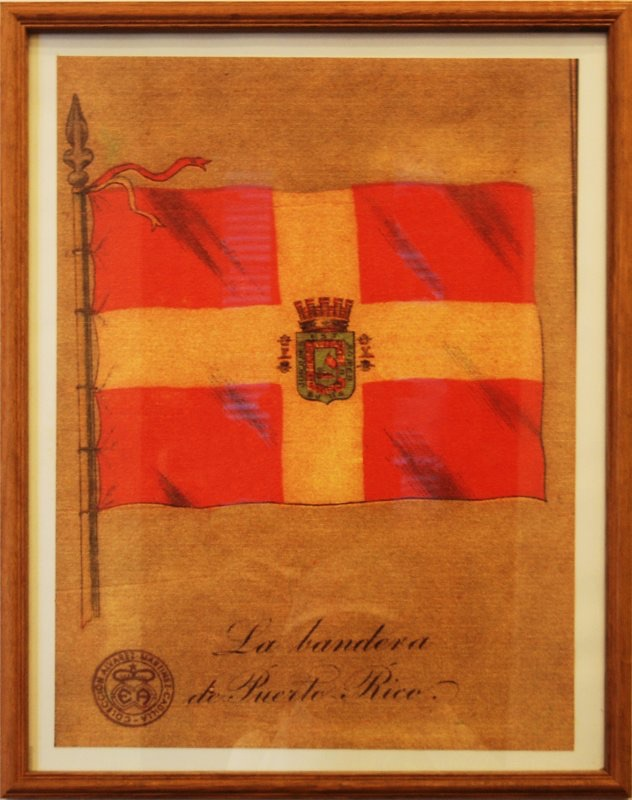
Bandera provincial durante la Primera República Española (1873-1874)

En 1873, tras la abdicación de Amadeo I de España y con el cambio de España de reino a república, el gobierno español emitió una nueva bandera provincial para Puerto Rico. La nueva bandera, que se usó hasta 1873, se parecía a la bandera de Lares, con la diferencia que tenía los colores españoles y el Escudo de Puerto Rico en el medio. La bandera de España ondeó una vez más sobre Puerto Rico con la restauración del reino español en 1874, hasta 1898, el año en que la isla se convirtió en posesión de los Estados Unidos bajo los términos del Tratado de París (1898) después de la Guerra Hispano-Estadounidense.

#### Militar

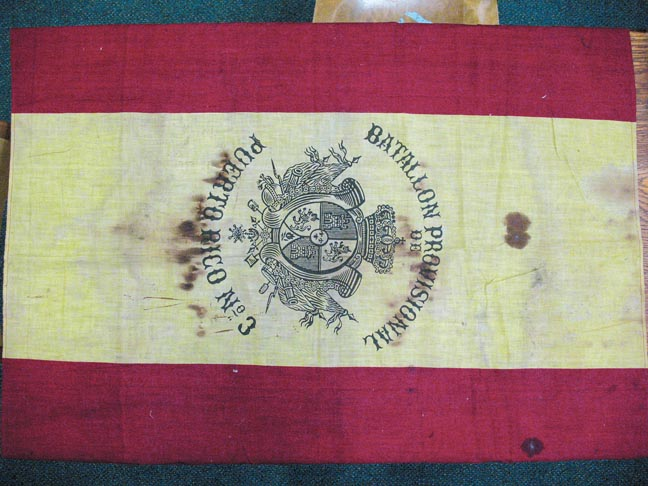
Bandera del Tercer Batallón de Puerto Rico en Puerto Rico y Cuba (1895-1898)

Los españoles-puertorriqueños llevaban la bandera de guerra del Tercer Batallón de Puerto Rico en la isla, pero más comúnmente en Cuba durante la Guerra de Independencia cubana contra España entre 1895 y 1898. La bandera tiene la forma y los colores de la bandera española, con dos rayas rojas iguales en cada lado y una franja amarilla más grande en el centro, que contiene el escudo de armas de España con el texto “BATALLON PROVISIONAL DE PUERTO RICO N° 3” a su alrededor. Puerto Rico y Cuba se convirtieron en posesiones de Estados Unidos como resultado de la guerra hispano-estadounidense de 1898, poniendo así fin a más de 400 años de dominio español en ambas islas.

### Diseño actual puertorriqueño

#### Solidaridad cubana y puertorriqueña
En diciembre de 1895, los revolucionarios puertorriqueños exiliados, muchos de ellos veteranos de la revuelta del Grito de Lares, restablecieron el Comité Revolucionario de Puerto Rico bajo el nombre de Sección Puerto Rico del Partido Revolucionario Cubano como parte del Partido Revolucionario Cubano en la ciudad de Nueva York, donde continuaron abogando por la independencia puertorriqueña contra España con el apoyo del héroe nacional cubano José Martí y otros exiliados cubanos, que de manera similar comenzaron su lucha por la autodeterminación en 1868, cuando la revuelta del Grito de Yara desencadenó la Guerra de los Diez Años por la independencia contra el dominio español en Cuba, que junto con Puerto Rico, representaba todo lo que quedaba del alguna vez extenso imperio Americano de España desde 1825.
Los revolucionarios de Cuba y Puerto Rico no solo compartieron su exilio en camaradería y solidaridad, sino que también lucharon honorablemente y murieron juntos en los campos de batalla en Cuba durante la guerra de independencia de la isla, con aproximadamente 2,000 puertorriqueños cayendo en acción, incluido el capitán Francisco Gonzalo Marín Shaw. Los puertorriqueños también hicieron contribuciones estratégicas en batallas dirigidas por los generales Juan Ríus Rivera y José Semidei Rodríguez, los coroneles Juan Ortiz Quiñones y Epifanio Rivera, y docenas de otros oficiales y tropas puertorriqueños que sirvieron y lucharon en el Ejército Libertador de Cuba.

#### Adopción revolucionaria
Decididos a afirmar la unión absoluta de la lucha cubana y puertorriqueña por la independencia nacional, el 22 de diciembre de 1895, con el conocimiento y la aprobación de sus compañeros revolucionarios cubanos, Terreforte, vicepresidente del comité, y alrededor de cuarenta y nueve compañeros miembros reunidos en el ya no existente Chimney Corner Hall en Manhattan, adoptaron unánimemente la bandera cubana con colores invertidos como la nueva bandera revolucionaria para representar a una república soberana de Puerto Rico, remplazando la bandera de Lares, que había sido utilizada por los revolucionarios como la bandera de un posible Puerto Rico independiente desde su intento de autodeterminación en 1868, pero finalmente fue rechazada, ya que representaba una revuelta fallida, un sentimiento fuertemente apoyado por Lola Rodríguez de Tió, poeta puertorriqueña, líder a favor de la independencia y miembro del comité, que pasó su vida posterior exiliada en una Cuba liberada.
Consagrada por la sangre derramada de los miles de puertorriqueños que habían luchado y muerto en Cuba durante la guerra de independencia, la nueva bandera fue descrita por Bentances, conocido como el Padre de la Patria en Puerto Rico, como la sagrada bandera de la patria. Siguiendo no solo a Betances, sino también a los héroes nacionales Martí y Ruís Rivera, quienes aprobaron la bandera, los líderes independentistas de Puerto Rico, incluidos Luis Muñoz Rivera, José De Diego y Pedro Albizu Campos, veneraron la bandera como un símbolo apreciado que representa el ideal de Patria y Libertad. 

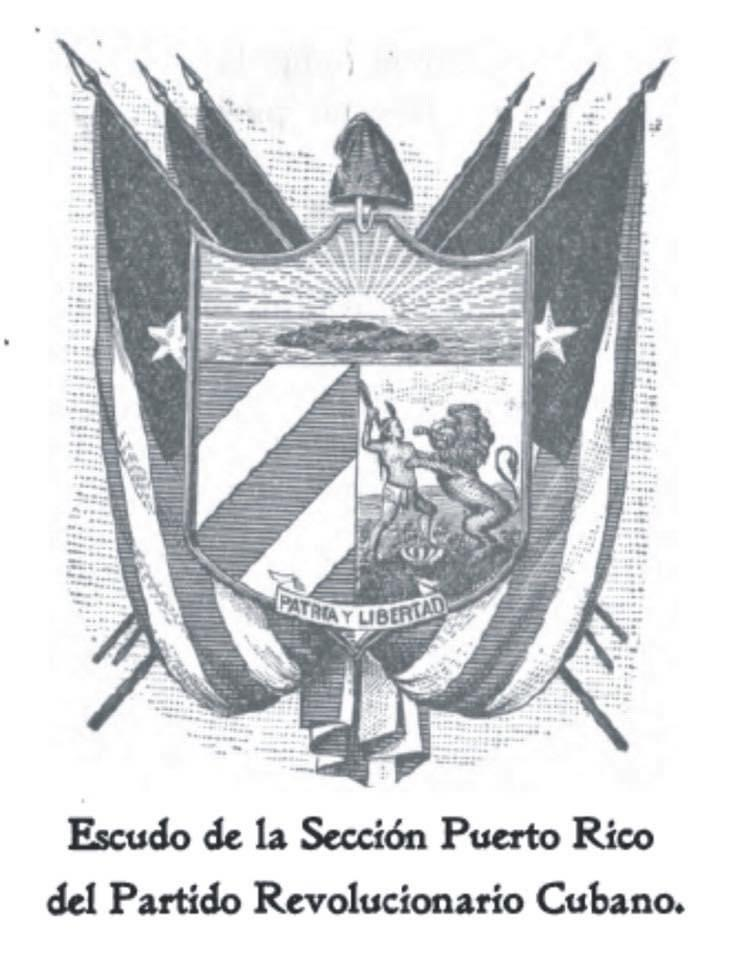
Escudo del comité, que representa a una república independiente de Puerto Rico, presenta, sobre el lema Patria y Libertad, la bandera de Puerto Rico, la isla frente a un sol naciente, las tres franjas rojas (sangre de guerreros) y blancas (paz después de la independencia) de la bandera, y el león del Reino Español siendo luchado por el líder Taíno de la resistencia contra el conquistador Juan Ponce de León en Borikén, Agüeybaná II, quien está de pie sobre la corona caída del león

En Acta Tercera de Memoria de los trabajos realizados por la Sección Puerto Rico del Partido Revolucionario Cubano, 1895-1998, una crónica de las actividades del Comité Revolucionario de Puerto Rico organizado por el Partido Revolucionario Cubano, la presentación de la nueva bandera revolucionaria puertorriqueña se describe como:

"Terreforte, uno de los supervivientes del Grito de Lares, presentó la nueva bandera que es de la misma forma que la Cubana, con la diferencia de haber sido invertidos los colores: franjas blancas y triángulo azul en vez de rojo, con la misma estrella blanca solitaria en el centro".
Acta Tercera del 22 de diciembre de 1895

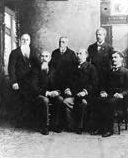
Miembros del CRPR (sentados I-D) Terreforte, José Henna, Roberto Todd (parados I-D) Manuel Besosa, Aurelio Méndez, Sotero Figueroa

La bandera se menciona por segunda vez en la misma crónica bajo el título Memoria de la Sección Puerto Rico del Partido Revolucionario Cubano, un relato escrito por el miembro mayor del comité puertorriqueño Roberto H. Todd y respaldado por su compañero José Julio Henna, presidente del comité, al final de las funciones del Comité Revolucionario de Puerto Rico en 1898:

"Acordosé además por la Asamblea adoptar como bandera de Puerto Rico el mismo pabellón Cubano con los colores invertidos, esto es: listas blancas y rojas y el triángulo azul con la estrella solitaria blanca…"
Roberto H. Todd y José Julio Henna, Septiembre de 1898

El nombre del diseñador de la bandera puertorriqueña no aparece en la crónica.

#### Diseñador puertorriqueño en disputa
El origen del diseño es disputado entre los revolucionarios puertorriqueños exiliados Francisco Gonzalo Marín Shaw y Antonio Vélez Alvarado.
Terreforte atribuye el diseño a Marín Shaw, un miembro del Ejército Libertador de Cuba nativo de Puerto Rico que murió luchando por la independencia de Cuba en 1897. En mayo de 1923, en respuesta a una carta de su compañero puertorriqueño Domingo Collazo pidiéndole que aclarara el origen del diseño adoptado en la ciudad de Nueva York después de leer varias versiones diferentes sobre su origen en los periódicos puertorriqueños, Terreforte, quien presentó el diseño a los miembros del comité en 1895, atribuye la idea de un diseño basado en la bandera cubana con colores invertidos a Francisco Gonzalo Marín Shaw.
La respuesta original de Terreforte dice: 

"La adopción de la bandera Cubana con los colores invertidos me fue sugerida por el insigne patriota Francisco Gonzalo Marín en una carta que me escribió desde Jamaica. Yo hice la proposición a los patriotas puertorriqueños que asistieron al mitin de Chimney Hall y fue aprobada unánimemente".
Juan de Mata Terreforte, 18 de Mayo de 1923

Por su parte, La Asociación Manatieña Amigos de la Bandera atribuye el diseño de la bandera al Manatieño Antonio Vélez Alvarado basándose en los estudios del arqueólogo e historiador puertorriqueño Ovidio Dávila. Según el académico, el origen del diseño de la bandera se remonta a junio de 1892, cuando Vélez Alvarado sufrió una momentánea "ilusión óptica... como por una "rara daltonía", en la que percibió que el triángulo rojo de la bandera cubana se había vuelto azul y las franjas azules rojas". 
Inspirado en esta experiencia, Vélez Alvarado creó un nuevo diseño de bandera para Puerto Rico. Unos días más tarde, según Dávila, Vélez Alvarado presentó su nuevo diseño al líder cubano independentista José Martí en una cena a la que asistieron revolucionarios y amigos. Martí, dice Dávila, le dio su aprobación a Vélez Alvarado, y "pronto después" publicó en su periódico, Patria, "una crónica en la que describió emocionalmente" la noche. Como tal, el historiador afirma que la bandera de Puerto Rico era conocida por los revolucionarios un par de años antes de que se adoptara formalmente en 1895.
El profesor de historia puertorriqueño Armando Martí Carvajal ha refutado los hallazgos de Dávila basándose en el hecho de que ninguna de sus fuentes es primaria. Carvajal sostiene que Martí nunca confirmó realmente ninguna de las afirmaciones hechas por Dávila, explicando que Martí escribió en muchas ocasiones sobre la bandera de Puerto Rico, pero en estos casos se refería a la bandera de Lares, no a una nueva bandera.
A diferencia de Carvajal, el profesor cubano Avelino Víctor Couceiro Rodríguez apoya los hallazgos de Dávila, citando como evidencia los mismos relatos escritos secundarios utilizados por Dávila, incluidas las afirmaciones hechas por el historiador Cayetano Coll Toste y el abogado José Coll Cuchí, respetados contemporáneos que identificaron a Vélez Alvarado como el diseñador original de la bandera.
En 1922, Coll Toste, el historiador oficial de Puerto Rico entre 1913 y 1927, describió al diseñador de la bandera en el Boletín Histórico de Puerto Rico, Tomo IX de la siguiente manera:
En 1923, el abogado José Coll Cuchí, hijo de Coll Toste, describió los orígenes de la bandera en El Nacionalismo en Puerto Rico de la siguiente manera:
Como han aludido los historiadores Dávila y Couceiro Rodríguez, los seguidores de Vélez Alvarado creen que él fue víctima de una campaña de desacreditación destinada a socavar su reputación como diseñador original de la bandera. Vélez Alvarado había sido comúnmente reconocido como el Padre de la Bandera Puertorriqueña desde la década de 1890, pero su estatus como creador de la bandera comenzó a ser cuestionado en la década de 1930, después de que se convirtiera en uno de los miembros fundadores del Partido Nacionalista de Puerto Rico y los principales partidarios de la violenta y aterradora lucha a favor de la independencia liderada por el militante Albizu Campos.

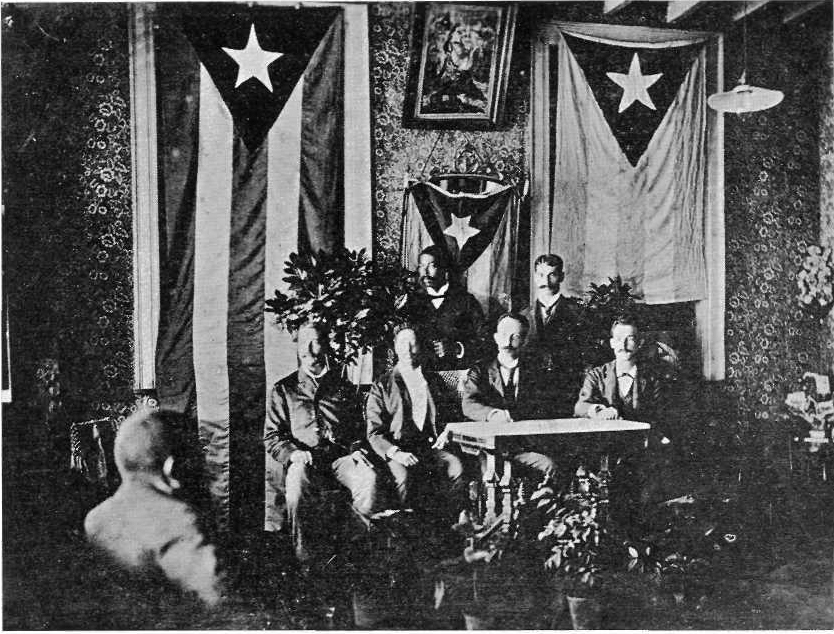
Historiador Couceiro Rodríguez sostiene que esta foto, tomada en octubre de 1892 durante la visita de Martí a los revolucionarios exiliados en Jamaica, muestra las banderas cubana (izquierda) y puertorriqueña (derecha) capturadas por emulsión fotográfica ortocromática con iluminación interna de polvo de magnesio puro, lo cual él afirma hace que las rayas azules cubanas parezcan oscuras y las rayas rojas puertorriqueñas parezcan claras'

Otros historiadores han afirmado que ni Gonzalo Marín ni Vélez Alvarado diseñaron la bandera, atribuyéándola en cambio a sus compañeros revolucionarios puertorriqueños Manuel Besosa, cuya hija afirmó haber tejido la bandera, o Lola Rodríguez de Tió, prominente poeta puertorriqueña independentista que compuso la primera versión del himno nacional de Puerto Rico, La Borinqueña, en 1868 como el grito de guerra de la revuelta del Grito de Lares, y que escribió famosamente A Cuba, en la que describe las luchas por la independencia entrelazadas de las dos islas y los fuertes lazos entre sus revolucionarios exiliados como: 

“Cuba y Puerto Rico son
de un pájaro las dos alas,
reciben flores o balas
sobre el mismo corazón...”
A Cuba, Lola Rodríguez de Tió, 1893

#### Primeras ondeadas
La nueva bandera revolucionaria de Puerto Rico ondeó por primera vez en la isla en mayo de 1896 durante el funeral del líder puertorriqueño independentista y veterano del Grito de Lares José Gualberto Padilla. Un año después, en 1897, Antonio Mattei Lluberas visitó el Comité Revolucionario Puertorriqueño en la ciudad de Nueva York para planear un levantamiento en el municipio de Yauco. Regresó a Puerto Rico con la nueva bandera revolucionaria puertorriqueña. El 24 de marzo de 1897, un grupo de hombres que llevaban abiertamente la bandera por primera vez en Puerto Rico, dirigido por Fidel Vélez, atacó los cuarteles de la Guardia Civil española en el pueblo de Yauco. La revuelta de Intentona de Yauco fue el segundo y último intento importante contra el dominio español en la isla, que fue la invadida, ocupada y anexionada por los EE. UU. durante la Guerra Hispano-Americana en julio de 1898.

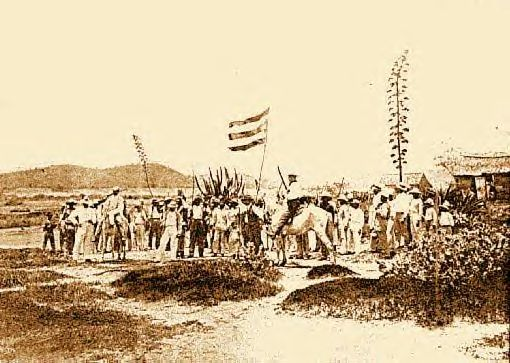
La nueva bandera revolucionaria, la bandera actual de Puerto Rico, ondeando por primera vez en la isla durante la Intentona de Yauco en 1897

#### Exhibición prohibida
Al igual que con la bandera de Lares, el uso de esta segunda bandera revolucionaria estaba prohibido, ya que las únicas banderas que se permitían ondear en el Puerto Rico eran la bandera española (1493 a 1898) en el Puerto Rico bajo España y la bandera estadounidense (1898 a 1952) en el Puerto Rico bajo Estados Unidos. Desde el 10 de diciembre de 1898, la fecha de la anexión de Puerto Rico por los EE. UU., hasta el 25 de julio de 1952, la fecha del establecimiento del Estado Libre Asociado de Puerto Rico (ELA), se consideró un delito grave mostrar la bandera puertorriqueña en público, siendo la bandera de los Estados Unidos la única bandera que se podía enarbolar en la isla.Sin embargo, la bandera puertorriqueña fue utilizada a menudo por los independentistas Partido Liberal de Puerto Rico y Partido Nacionalista de Puerto Rico en sus asambleas.
En marzo de 1948, el Senado puertorriqueño electo, controlado por el Partido Democrático Popular (PPD) y presidido por Luis Muñoz Marín, que se convertiría en el primer puertorriqueño nativo electo para la gobernación colonial estadounidense en 1949 y el primer gobernador del Estado Libre Asociado en 1952, aprobó la Ley 53 de Puerto Rico o Ley de La Mordaza del 1948, que fue promulgada como ley en junio por el gobernador designado Jesús T. Piñero, quien se convirtió en el primer y único puertorriqueño nativo nombrado gobernador colonial estadounidense en 1946.

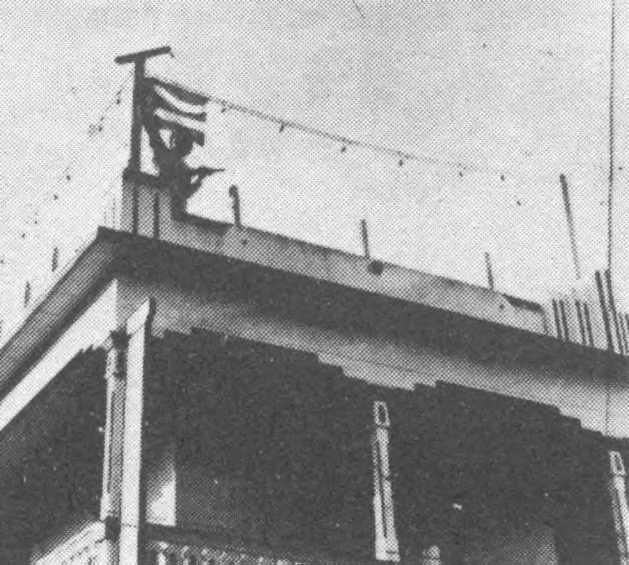
Soldado retira la bandera puertorriqueña de la alcaldía después del Grito de Jayuya, uno de una serie de ataques insurreccionales coordinados llevados a cabo por militantes nacionalista en 1950

Al igual que la ley anticomunista aprobada en los EE. UU. en 1940, el Smith Act, que prohibía cualquier intento de "abogar, instigar, aconsejar o enseñar" el derrocamiento o la destrucción violenta del gobierno de los EE. UU., la ley de mordaza de Puerto Rico de 1948, convirtió en un delito poseer o mostrar una bandera puertorriqueña, cantar una melodía patriótica, hablar o escribir sobre la independencia, o reunirse con cualquier persona, o celebrar cualquier asamblea a favor de la independencia.Llevando una sentencia de hasta diez años de prisión, una multa de hasta 10,000 dólares  (equivalente a 122,000 dólares en 2022) , o ambos, la ley tenía como objetivo desalentar y suprimir la oposición organizada contra el gobierno electo de Puerto Rico aliado con los Estados Unidos, específicamente la resistencia de militantes nacionalista miembros del Partido Nacionalista de Puerto Rico, quienes en 1950, incitados no solo por la mencionada orden de mordaza, sino también por la aprobación de la creación del Estado Libre Asociado por el Congreso de los Estados Unidos y Presidente Truman con la aprobación de la ley Puerto Rico Federal Relations Act of 1950, ejecutó una serie de ataques insurgentes coordinados, que incluyeron los intentos de asesinato del gobernador electo Muñoz Marín en La Fortaleza en el Viejo San Juan y del Presidente Truman en Blair House en Washington D. C.
En 1957, la ley de mordaza fue declarada inconstitucional y fue derogada sobre la base de que violaba la libertad de expresión dentro de la Constitución del Estado Libre Asociado de Puerto Rico y la Primera Enmienda de la Constitución de los Estados Unidos.

#### Adopción formal
Después de varios intentos fallidos del gobierno colonial estadounidense puertorriqueño electo de Puerto Rico en 1916, 1922, 1927 y 1932 para formalizar la bandera revolucionaria de 1895 como la bandera de Puerto Rico, en julio de 1952, con el establecimiento del Estado Libre Asociado de Puerto Rico (ELA), el gobernador electo Luis Muñoz Marín y la legislatura finalmente adoptaron la bandera del 1895 como el estandarte de la isla, proclamándola la bandera oficial de Puerto Rico en la Ley del 24 Julio de 1952 de la siguiente manera: 

Ley 1. Sección 1. La bandera del Estado Libre Asociado de Puerto Rico será la que tradicionalmente se ha conocido hasta ahora como la bandera puertorriqueña y que es rectangular, de cinco franjas horizontales alternadas, tres rojas y dos blancas y junto al asta un triángulo equilátero azul con una estrella blanca de cinco puntas. Este triángulo, por el lado vertical, abarca toda la anchura de la bandera.
Ley del 24 de julio de 1952

Algunos interpretaron la adopción de la bandera como una estratagema deliberada por parte de Muñoz Marín para neutralizar el movimiento independentista dentro de su propio partido.Para el líder nacionalista Pedro Albizu Campos, tener la bandera representar el nuevo gobierno aliado con los Estados Unidos fue una profanación, mientras que el Partido Independentista Puertorriqueño acusó al gobierno de "corromper símbolos amados”.
En 1995, la bandera fue proclamada de nuevo como la bandera de Puerto Rico en el Reglamento sobre el Uso en Puerto Rico de la Bandera del Estado Libre Asociado de Puerto Rico del 3 de Agosto de 1995:

Regulación 5282. Artículo 3, B. La bandera del Estado Libre Asociado de Puerto Rico es la que tradicionalmente se ha conocido hasta ahora como la bandera puertorriqueña. Su forma es rectangular, con franjas horizontales, alternadas, tres rojas y dos blancas, y tiene junto al asta un triángulo equilátero azul con una estrella blanca de cinco puntas. Este triángulo, por el lado vertical, abarca toda la anchura de la bandera.
Reglamento sobre el Uso en Puerto Rico de la Bandera del Estado Libre Asociado de Puerto Rico del 3 de Agosto de 1995

## Simbolismo

### Primer diseño puertorriqueño

#### Independencia y confederación antillana
En 1868, el líder puertorriqueño independentista Ramón Emeterio Betances instó a Mariana Bracetti a tejer la bandera revolucionaria del Grito de Lares, la bandera de la primera de dos revueltas de corta duración contra gobierno español en la isla, utilizando como diseño la bandera descuartizada de la Primera República Dominicana y la estrella solitaria de la bandera cubana con el objetivo de promover la idea de Betances de unir a las tres tierras caribeñas vecinas de habla hispana de Cuba, Puerto Rico  y República Dominicana en una Confederación Antillana regional para la preservación de su soberanía e intereses.

#### Colores
Según el poeta puertorriqueño Luis Lloréns Torres, la cruz blanca representa el anhelo de la redención de la patria, los rectángulos rojos la sangre derramada por los héroes de la revuelta y la estrella blanca la libertad.Se asume que al  igual que el triángulo azul en la bandera actual de Puerto Rico, los rectángulos azules representan el cielo y las aguas de la isla.

### Diseño actual puertorriqueño

#### Solidaridad cubana y puertorriqueña por la independencia
En diciembre de 1895, los revolucionarios puertorriqueños exiliados, muchos de ellos veteranos de la revuelta del Grito de Lares, restablecieron el Comité Revolucionario de Puerto Rico bajo el nombre de Sección Puerto Rico del Partido Revolucionario Cubano como parte del Partido Revolucionario Cubano en la ciudad de Nueva York, donde continuaron abogando por la independencia puertorriqueña contra España con el apoyo de exiliados cubanos, incluyendo héroe nacional cubano José Martí. 
Decidido a afirmar los fuertes lazos existentes entre los revolucionarios exiliados cubanos y puertorriqueños, y la unión absoluta de las luchas cubanas y puertorriqueñas por la independencia nacional, el comité, con el conocimiento y la aprobación de sus compañeros cubanos, adoptó unánimemente la bandera cubana con colores invertidos como la nueva bandera revolucionaria para representar a una república independiente de Puerto Rico, reemplazando la bandera de Lares, que había sido utilizada por los revolucionarios como la bandera de un posible Puerto Rico independiente desde su intento de autodeterminación en 1868, pero finalmente fue rechazada, ya que representaba una revuelta fallida.
En “Memoria de los trabajos realizados por la Sección Puerto Rico del Partido Revolucionario Cubano, 1895-1998”, una crónica organizada por el Partido Revolucionario Cubano con un relato escrito por los miembros del Comité Revolucionario de Puerto Rico Robert H. Todd y José Julio Henna, la nueva bandera puertorriqueña se describe como la bandera cubana con colores invertidos: franjas blancas y rojas y un triángulo azul con una estrella blanca en el centro.

#### Colores revolucionarios
No hay un relato escrito por los miembros del Comité Revolucionario de Puerto Rico que detalle el simbolismo de la bandera revolucionaria adoptada en 1895. Sin embargo, según algunos historiadores, el comité proclamó que el triángulo azul representa el cielo y las aguas costeras, las tres franjas rojas la sangre de los valientes guerreros, las dos franjas blancas la victoria y la paz después de obtener la independencia y la estrella blanca la isla de Puerto Rico.A falta de una explicación directa por los miembros del comité, otros historiadores han llegado a la conclusión de que, al igual que la bandera cubana, los tres colores de la bandera y los tres puntos del triángulo representan los ideales republicanos de libertad, igualdad y fraternidad proclamados en la Revolución francesa.

#### Forma democrática del gobierno y colores del estado libre asociado
En agosto de 1995, el gobierno de Puerto Rico, de acuerdo con la Ley del 24 Julio de 1952, que estipulaba la adopción de la bandera del 1895 como la bandera oficial de Puerto Rico, emitió un reglamento sobre el uso de la bandera titulado Reglamento sobre el Uso en Puerto Rico de la Bandera del Estado Libre Asociado de Puerto Rico en el que definió el simbolismo en como:

"Regulación 5282. Artículo 3, C. La estrella es símbolo del Estado Libre Asociado y reposa sobre un triángulo azul que en sus tres ángulos evoca la integridad de la forma republicana de gobierno representada por tres poderes: el legislativo, el ejecutivo y el judicial. 

Las tres franjas rojas simbolizan la sangre vital que nutre a esos tres poderes de Gobierno, los cuales desempeñan funciones independientes y separadas. La libertad del individuo y los derechos del hombre mantienen en equilibrio a los poderes y su misión esencial la representan dos franjas blancas."
Reglamento sobre el Uso en Puerto Rico de la Bandera del Estado Libre Asociado de Puerto Rico del 3 de Agosto de 1995

El simbolismo original de la bandera, que se dice que fue descrito por el Comité Revolucionario de Puerto Rico en 1895, es diferente del que se cree que ha estado colocado desde 1952, pero solo estipulado oficialmente en la regulación de 1995. Mientras que el original alude a las raíces revolucionarias de la bandera con referencias a "valientes guerreros" y "ganar la independencia", este último no solo implica la dignidad y la nobleza del gobierno establecido del Estado Libre Asociado (ELA), que adoptó y retiene la bandera, con referencias a la "integridad", "libertad", "derechos del hombre" y "equilibrio", sino que también implica la adhesión y lealtad a dicho gobierno cuando menciona "la sangre vital que nutre a esos tres poderes de Gobierno".

### Orgullo

#### Guerra de Corea

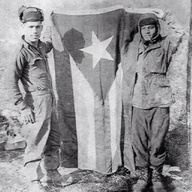
Dos boricuas no identificados miembros del 65° Regimiento de Infantería de Puerto Rico junto con La Monoestrellada en Corea del Sur durante la Guerra de Corea (1952)

Entre las muchas ocasiones en las que la bandera se ha utilizada como símbolo de orgullo fue cuando la bandera llegó a Corea del Sur durante la Guerra de Corea. El 13 de agosto de 1952, mientras los hombres del 65° Regimiento de Infantería de Puerto Rico estaban siendo atacados por fuerzas enemigas en la colina 346, el regimiento desplejó la bandera de Puerto Rico por primera vez en la historia en una zona de combate extranjera. Durante la ceremonia, el capellán del regimiento Daniel Wilson declaró lo siguiente:

"Concédenos Tu Paz y Poder en este conflicto contra la agresión y la tiranía. Muéstranos en Tu propósito Paz para todos los hombres del mundo. Dedicamos esta bandera del Estado Libre Asociado de Puerto Rico en Tu nombre".

El oficial al mando coronel Juan César Cordero Dávila fue citado diciendo lo siguiente:

“¡Qué hermosa es nuestra bandera, cómo se ve junto a las estrellas y las franjas! Deja que los comunistas del otro lado del río Yokkok la vean y escúchame a los que entienden español si estas palabras llegan a tus trincheras.”

#### Espacio

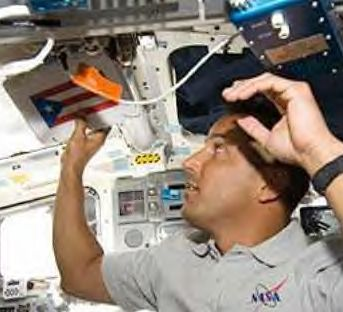
La Monoestrellada y el astronauta Acaba en transbordador espacial Discovery (2009)

En 15 de marzo de 2009, varias banderas puertorriqueñas estaban a bordo del  transbordador espacial Discovery durante su vuelo al espacio exterior. Joseph M. Acabá, el primer astronauta de ascendencia puertorriqueña, que fue asignado a la tripulación de STS-119 como educador especialista en misiones, llevó en su persona la bandera como símbolo de su herencia puertorriqueña.Acabá presentó a 185° Gobernador Luis Fortuño y Secretario de Estado Kenneth McClintock dos de las banderas durante su visita en junio de 2009.

#### Música
La bandera también es el tema de la popular canción "Qué Bonita Bandera", escrito en 1968 y popularizado por el cantante puertorriqueño Florencio "Ramito" Morales Ramos. El astronauta Acabá solicitó que la tripulación se despertara el 19 de marzo de 2009 (Día 5 en el espacio), con esta canción, interpretada por José González y Banda Criolla. En 2012, Plena Libre, el grupo de cantantes puertorriqueños de música folclórica de Plena y Bomba, lanzó una interpretación moderna de la canción.

### Protesta

#### Ataque nacionalista en capitolio americano

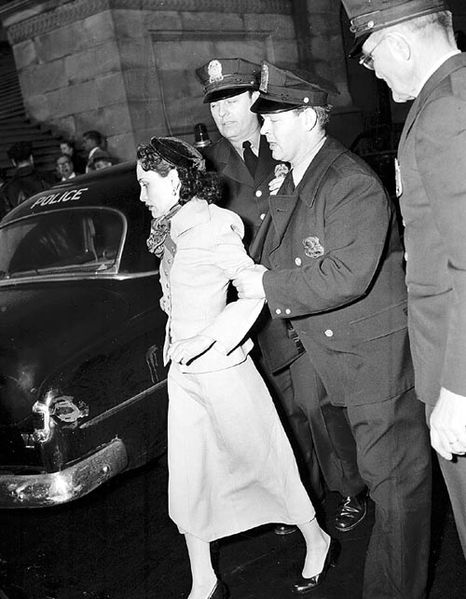
La líder nacionalista puertorriqueña Lolita Lebrón siendo llevada por agentes de policía después de su ataque y arresto

En varias ocasiones, la bandera se ha utilizado como símbolo de desafío,  protesta o terror. En el ataque armado del 1954 en la Cámara de Representantes de los Estados Unidos, durante una protesta violenta contra el gobierno estadounidense de la isla, la líder nacionalista puertorriqueña Lolita Lebrón y otros tres compañeros del Partido Nacionalista de Puerto Rico desplegaron la bandera de Puerto Rico mientras gritaban "¡Viva Puerto Rico Libre!"

#### Protesta en Estatua de la Libertad por Vieques
En 5 de noviembre de 2000, Alberto De Jesús Mercado, conocido como Tito Kayak, y otros cinco activistas, protestando contra el uso de la isla de Vieques como campo de bombardeo por parte de la Armada de los Estados Unidos, se subieron a la cubierta superior de la Estatua de la Libertad en la ciudad de Nueva York y colocaron una bandera grande puertorriqueña en la frente de la estatua, recreando una protesta anterior llevada a cabo el 25 de octubre de 1977 por nacionalistas puertorriqueños, que exigían la liberación de cuatro compañeros nacionalistas que cumplían condena por su ataque armado en la Cámara de Representantes de los Estados Unidos en 1954.

## Dimensiones

### Ley
Las únicas referencias legales sobre las dimensiones de la bandera se encuentran en la Ley del 24 de julio de 1952:

Ley 1. Sección 1. La bandera del Estado Libre Asociado de Puerto Rico será la que tradicionalmente se ha conocido hasta ahora como la bandera puertorriqueña y que es rectangular, de cinco franjas horizontales alternadas, tres rojas y dos blancas y junto al asta un triángulo equilátero azul con una estrella blanca de cinco puntas. Este triángulo, por el lado vertical, abarca toda la anchura de la bandera.
Ley del 24 de julio de 1952

y en el Reglamento sobre el Uso en Puerto Rico de la Bandera del Estado Libre Asociado de Puerto Rico del 3 de Agosto de 1895:

Regulación 5282. Artículo 3, B. La bandera del Estado Libre Asociado de Puerto Rico es la que tradicionalmente se ha conocido hasta ahora como la bandera puertorriqueña. Su forma es rectangular, con franjas horizontales, alternadas, tres rojas y dos blancas, y tiene junto al asta un triángulo equilátero azul con una estrella blanca de cinco puntas. Este triángulo, por el lado vertical, abarca toda la anchura de la bandera.
Reglamento sobre el Uso en Puerto Rico de la Bandera del Estado Libre Asociado de Puerto Rico del 3 de Agosto de 1995

### Composición
Ambos documentos describen el diseño básico de la bandera, pero no proveen dimensiones exactas sobre el tamaño de su forma rectangular, franjas horizontales y estrella vertical de cinco puntas. Si bien las proporciones exactas de la bandera no se han establecido por ley, el diseño más comúnmente utilizado y aceptado de la bandera es el siguiente:

Con una relación de longitud a anchura de 2:3, la forma de la bandera es rectangular, una vez y media más larga que ancha, compuesta por cinco franjas horizontales alternas, tres rojas y dos blancas, cada una de las cuales es un quinto del ancho de la bandera, y un triángulo azul equilátero en el al asta que cubre verticalmente todo el ancho de la bandera y lleva una estrella blanca, vertical y centrada de cinco puntas, cuyo diámetro es de al menos un tercio y como máximo la mitad del ancho de la bandera.

Hoja de construcción de la Monoestrellada y las varias dimensiones de su estrella con diámetro de un tercio (1/3; más común), dos quintos (2/5; más común), nueve vigésimos (9/20) y un medio (1/2) en relación con el ancho de la bandera

La mayoría de las representaciones de la bandera siguen estas especificaciones, siendo la estrella el único componente que puede variar, ya que no es inusual que se muestre más grande que los tamaños más comúnmente utilizados de un tercio (1⁄3) y dos quintos (2⁄5) del ancho de la bandera.

## Colores

### Ley
Las únicas referencias legales sobre los colores de la bandera se encuentran en la Ley del 24 de julio de 1952:

Ley 1. Sección 1. La bandera del Estado Libre Asociado de Puerto Rico será la que tradicionalmente se ha conocido hasta ahora como la bandera puertorriqueña y que es rectangular, de cinco franjas horizontales alternadas, tres rojas y dos blancas y junto al asta un triángulo equilátero azul con una estrella blanca de cinco puntas. Este triángulo, por el lado vertical, abarca toda la anchura de la bandera.
Ley del 24 de julio de 1952

y en el Reglamento sobre el Uso en Puerto Rico de la Bandera del Estado Libre Asociado de Puerto Rico del 3 de Agosto de 1895:

Regulación 5282. Artículo 3, B. La bandera del Estado Libre Asociado de Puerto Rico es la que tradicionalmente se ha conocido hasta ahora como la bandera puertorriqueña. Su forma es rectangular, con franjas horizontales, alternadas, tres rojas y dos blancas, y tiene junto al asta un triángulo equilátero azul con una estrella blanca de cinco puntas. Este triángulo, por el lado vertical, abarca toda la anchura de la bandera.
Reglamento sobre el Uso en Puerto Rico de la Bandera del Estado Libre Asociado de Puerto Rico del 3 de Agosto de 1995

### Esquemas de color
Ambos documentos describen la bandera como que tiene franjas horizontales alternas "rojas" y "blancas", un triángulo equilátero "azul" y una estrella solitaria de cinco puntas "blanca", pero no especifican ningún tono de color oficial. Si bien los colores exactos de la bandera puertorriqueña no han sido establecidos por la ley, a continuación se muestran los tonos de color más utilizados. La intensidad de los tonos de color azul y rojo cambia para mantenerlos complementarios entre sí.

### Bandera actual con azul medio

La actual Monoestrellada (1995) con su tono azul medio

La bandera de Puerto Rico con azul real es la reconocida y utilizada por todos los puertorriqueños, y es la que representa a la isla en eventos internacionales y deportivos. La bandera de Puerto Rico con azul medio o azul real (1995) utiliza los siguientes tonos de color:
| Esquema de Colores | Azul       | Rojo        | Blanco                  |
| ------------------ | ---------- | ----------- | ----------------------- |
| RGB                | 8,68,255   | 237,0,0     | 255-255-255             |
| Hexadecimal        | #0044ff    | #ed0000     | #ffffff                 |
| CMYK               | 100-73-0-0 | 0-100-100-7 | 0-0-0-0                 |
| Pantone            | 285 C      | 2347 C      | 11-0601 TX Bright White |

### Bandera con azul oscuro

La Monoestrellada (1952) con su tono azul oscuro

La bandera de Puerto Rico (1952) con azul oscuro o azul marino que coincide con los colores de la bandera original del Grito de Lares con azul oscuro, una de las dos versiones originales de la bandera disponibles hoy, utiliza los siguientes tonos de color:
| Esquema de Colores | Azul        | Rojo       | Blanco                  |
| ------------------ | ----------- | ---------- | ----------------------- |
| RGB                | 0,56,167    | 206,17,39  | 255-255-255             |
| Hexadecimal        | #0038a7     | #ce1127    | #ffffff                 |
| CMYK               | 100-66-0-35 | 0-92-81-19 | 0-0-0-0                 |
| Pantone            | 293 C       | 186 C      | 11-0601 TX Bright White |

### Bandera con azul claro
La representación de la bandera presenta un tono de color azul celeste claro, coincidiendo con el tono de color azul claro de la bandera original del Grito de Lares en Puerto Rico, una de dos versiones originales de la bandera de la revuelta del Grito de Lares que han sobrevivido hasta el día de hoy.

La Monoestrellada (1895) con azul claro en la variación azul celeste claro

La bandera con azul claro o azul celeste de Puerto Rico (1895) que coincide con los colores de la bandera original del Grito de Lares con azul claro, una de las dos versiones originales de la bandera disponibles hoy, utiliza los siguientes tonos de color:
| Esquema de Colores | Azul        | Rojo         | Blanco                  |
| ------------------ | ----------- | ------------ | ----------------------- |
| RGB                | 135-206-250 | 206-0-0      | 255-255-255             |
| Hexadecimal        | #87cefa     | #Ce0000      | #ffffff                 |
| CMYK               | 46-18-0-2   | 0-100-100-19 | 0-0-0-0                 |
| Pantone            | 2905 U      | 3517 C       | 11-0601 TX Bright White |

## Tono de azul

### Colores originales

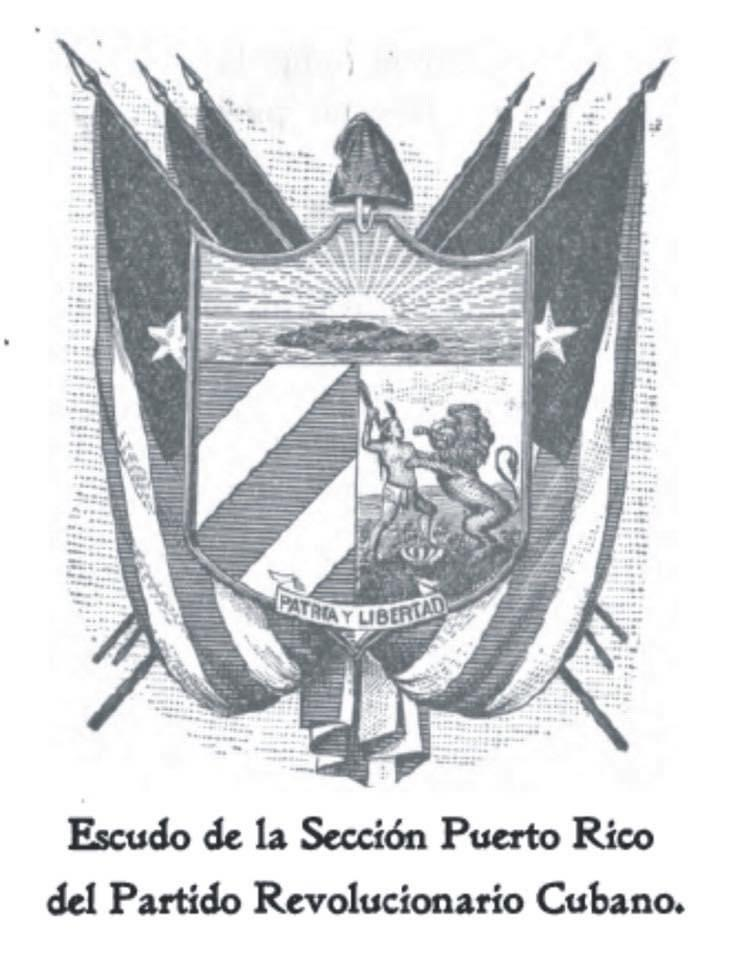
Escudo de armas del CRPR, con la bandera de Puerto Rico mostrando un triángulo equilátero oscuro (1898)

En 1898, las dos primeras descripciones del diseño de la bandera de Puerto Rico aparecieron en "Memoria de los trabajos realizados por la Sección Puerto Rico del Partido Revolucionario Cubano, 1895-1998", una crónica sobre las actividades del Comité Revolucionario de Puerto Rico organizado por el Partido Revolucionario Cubano, en el que el partido cubano no solo proporciona una lista de los actos llevados a cabo por el comité puertorriqueño, sino también un relato de las acciones del comité escritas por Robert H. Todd, miembro mayor del comité, y respaldado por José Julio Henna, presidente del comité, ambos presentes en la adopción de la bandera en la ciudad de Nueva York en 1895, está incluido.
Ambas menciones de la bandera en la crónica, la describen como la bandera cubana con colores invertidos, identificando sus franjas alternas como "rojas" y "blancas", triángulo como "azul" y estrella solitaria como "blanca". No se especificaron tonos de color en la crónica, pero esta incluye el escudo de armas revolucionario del comité, que presenta la bandera de Puerto Rico en blanco y negro con un triángulo equilátero oscuro, posiblemente indicando el uso de un tono oscuro de azul. Siendo así, el azul del triángulo de la bandera de Puerto Rico es el mismo azul que tiene la bandera de Cuba.

### Azul oscuro
En 1952, cuando el gobierno recién establecido y electo del Estado Libre Asociado (ELA) adoptó la bandera revolucionaria del 1895 como el estándar oficial de la isla, identificó por ley sus franjas horizontales como "rojas" y "blancas", triángulo como "azul" y estrella solitaria como "blanca", pero no especificó ningún tono de color oficial. Sin embargo, Luis Muñoz Marín, el arquitecto y primer gobernador del ELA, y su administración, utilizaron un tono azul oscuro, comúnmente identificado como azul marino, que coincidía con el azul de la bandera estadounidense para el triángulo equilátero de la bandera, así estableciéndolo como el tono de facto de azul.
Algunos han argumentado que el tono azul oscuro del triángulo revelado en 1952 por el gobierno del Estado Libre Asociado (ELA) aliado con los Estados Unidos se eligió deliberadamente para distanciar la bandera de sus creadores revolucionarios a favor de la independencia, que habían presumiblemente utilizado el azul claro para su bandera de Lares en 1868 y para su nueva bandera en 1895, y vincularla a la bandera estadounidense similarmente franjeada a través de un tono compartido de azul oscuro con el objetivo de transmitir un mensaje de armonía entre Puerto Rico y los Estados Unidos. Otros afirman que el uso de un tono azul oscuro en 1952, que coincidía con el azul de la bandera estadounidense, fue un error inocente que surgió de una necesidad práctica y económica.
El tono azul oscuro utilizado por el gobierno de Muñoz Marín también es similar al original y auténtico Bandera de Lares exhibida en el Museo del Ejército en Toledo, España.

### Azul medio
En 1995, el gobierno de Puerto Rico emitió una regulación con respecto al uso de la bandera en la que una vez más identificó la bandera como con franjas horizontales "rojas" y "blancas", un triángulo "azul" y una estrella solitaria "blanca", pero no especificó ningún tono de color oficial. Desde la promulgación de la regulación a mediados de la década de 1990, el gobierno y el pueblo de Puerto Rico han utilizado más frecuentemente un tono de azul medio, comúnmente identificado como azul real, que aparece en el triángulo equilátero de la bandera actual, como el tono de facto de azul.Este ha reemplazado el tono azul oscuro como el más utilizado.
En agosto de 2022, se presentó sin éxito un proyecto de ley de enmienda en el Senado de Puerto Rico que habría establecido el azul medio actual, identificado en la legislación como un “azul royal”, como el color oficial de la bandera.

### Azul claro
A principios de la década de 2000, un grupo seleccionado de historiadores puertorriqueños se reunieron en el Ateneo Puertorriqueño, una de las principales instituciones culturales de la isla, y proclamaron azul claro, comúnmente identificado como azul celeste, como el tono azul original del triángulo de la bandera revolucionaria adoptada por los miembros del Comité Revolucionario de Puerto Rico en 1895, citando como evidencia fuentes contemporáneas pero secundarias y orales que identifican azul claro como el tono de color original del triángulo, que sus fuentes afirman era el mismo tono utilizado en la bandera de Lares, el emblema revolucionario que muchos de dichos mismos miembros habían aclamado en la revuelta del Grito de Lares en 1868.
Sin embargo, los tonos de color originales utilizados tanto para la bandera revolucionaria de 1895 como para la bandera revolucionaria de Lares de 1868 siguen sin estar claros, ya que no hay una cuenta escrita de fuente primaria que especifique los tonos de color originales de ambas banderas. Una de las representaciones de color más antiguas conocidas de la bandera de 1895, que aparece en una postal en circulación entre 1910 y 1920, presenta un tono de azul medioy las únicas dos interpretaciones originales supervivientes de la bandera de Lares presentan diferentes tonos de azul: una usa un azul claroy la otra un azul oscuro.
Al parecer solo dos de las varias banderas hechas para la revuelta en 1868 han sobrevivido hasta el día de hoy. La originalidad de la bandera azul claro de la revuelta está en disputa, ya que no hay una fuente primaria escrita para autenticarla, con la mayoría de historiadores reconociéndola como una copia hecha por el Partido Nacionalista de Puerto Rico en la década de 1930 basada en fuentes contemporáneas pero secundarias y orales.La bandera azul oscuro de la revuelta se menciona en Historia de la insurrección de Lares, una fuente primaria escrita en 1872 por José Pérez Moris que autentica su originalidad. 

### Azul cubano
Algunos historiadores han añadido que el tono de azul adoptado originalmente en 1895 era de azul claro a medio, ya que ese era el tono contemporáneo de las franjas de la bandera cubana. Sin embargo, hay desacuerdo entre los historiadores en cuanto a cuál era el tono original de azul de la bandera cubana, algunos afirman que era azul claro, mientras que otros dicen que era el azul turquí actual, o el azul marino de las banderas Americana y Francesa, las banderas de los dos países cuyas revoluciones políticas a finales del siglo XVIII inspiraron en gran parte los movimientos de independencia latinoamericanos del siglo XIX, comenzando con Haití en 1791.

### Estado actual
En agosto de 2022, se presentó sin éxito un proyecto de ley de enmienda en el Senado de Puerto Rico que habría establecido el azul medio actual, un azul royal o real, como el color oficial de la bandera.Declarando el azul royal como el tono de color azul más utilizado a lo largo del tiempo, el proyecto de ley tenía como objetivo proclamar el tono de azul medio como el color formal del triángulo equilátero de la bandera para resolver la incertidumbre y el debate que ha persistido en Puerto Rico debido a la falta de especificidad en la Ley del 24 Julio de 1952, la ley que estableció la bandera como la bandera de la isla. Según el proyecto de ley, el problema actual sobre la tonalidad del color azul ha confundido a la comunidad internacional en cuanto cuál es el tono de azul correcto que se debe usar en la bandera que representa a Puerto Rico en el extranjero.
Hasta el día de hoy, los tonos de color de la bandera de Puerto Rico nunca han sido determinados oficialmente por la ley en Puerto Rico, lo que hace que todos los tonos de azul sean legalmente legítimos y aceptables.
Por lo tanto, es común ver el triángulo de la bandera de Puerto Rico con diferentes tonos de color azul, que van desde los azules celeste más claros hasta los azules reales medios y los azules marinos más oscuros. Ocasionalmente, el tono de azul que se presenta en la bandera se utiliza para mostrar preferencia sobre el tema del estatus político de Puerto Rico, con azul claro, el tono utilizado presumiblemente por los revolucionarios a favor de la independencia en 1868 y 1895, representando la independencia completa contra los Estados Unidos, y el soberanismo o la independencia como un estado soberano y libremente asociado con los Estados Unidos, el azul oscuro, el tono utilizado por funcionarios del gobierno desde 1952, representando la estadidad o la integración en los Estados Unidos como estado, y el azul medio, el tono de azul entre el azul claro a favor de la independencia y el azul oscuro a favor de la estadidad más comúnmente utilizado por el gobierno y la gente desde la década de 1990, representando el estatus intermediario actual del ELA como un territorio no incorporado organizado de EE. UU.

## Saludo

### Protocolo

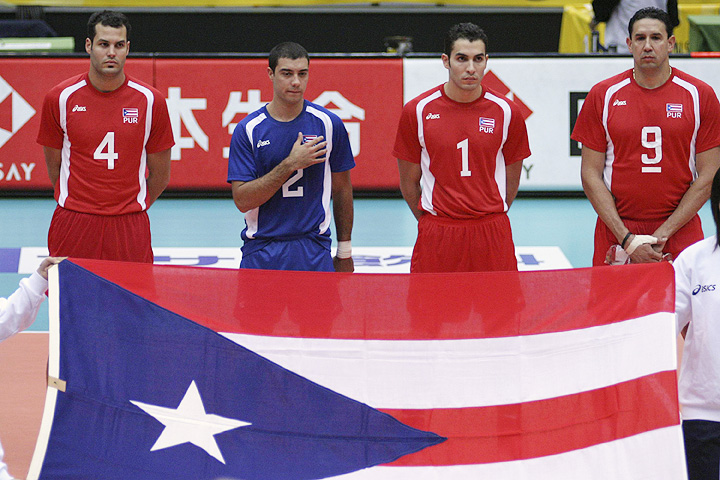
El jugador de uniforme azul saluda adecuadamente la Monoestrellada con su mano derecha sobre su corazón

De acuerdo con la ley de Puerto Rico,todas las personas presentes cuando la bandera se iza, baja o pasa en un desfile, deben ponerse de pie, mirar la bandera y permanecer como tal hasta que se levante, baje o se lleve completamente de paso. Los hombres deben quitarse el sombrero y sostenerlo con su mano derecha colocada cerca del hombro izquierdo con la mano derecha en el corazón. Los hombres sin sombrero y las mujeres deben saludar la bandera poniendo su mano derecha en el corazón. El personal de las fuerzas armadas debe saludar militarmente.
El saludo oficial a la bandera debe recitarse en las siguientes ocasiones:
• En esas actividades oficiales y cívicas que, debido a su carácter, lo garantizan.
• En cualquier acto de naturaleza oficial o cívica en el que se recite el Juramento de Lealtad a la bandera de los Estados Unidos.
• En esas ocasiones cuando el Gobernador de Puerto Rico así lo determine.
• El saludo oficial a la bandera debe ser recitado después del Juramento de Lealtad a la bandera de los Estados Unidos.

### Texto
El texto del saludo oficial a la bandera de Puerto Rico es el siguiente:
| Saludo a la Bandera de Puerto Rico |
| --- |
| Juro ante la bandera del Estado Libre Asociado de Puerto Rico, honrar la patria que simboliza, el pueblo que representa y a los ideales que encarna de libertad, justicia y dignidad. (Con la mano derecha sobre el corazón) |
| Reglamento Sobre el Uso en Puerto Rico de la Bandera del Estado Libre Asociado de Puerto Rico del 3 de agosto de 1995 |

## Protocolo
El uso de la bandera de Puerto Rico está regulado por el Reglamento sobre el Uso en Puerto Rico de la Bandera del Estado Libre Asociado de Puerto Rico del 3 de Agosto de 1995. El reglamento estipula el uso adecuado de la bandera desde el cuarto hasta el vigésimo octavo artículo, que son los siguientes:

### Uso al aire libre
• Cuando la bandera se iza al aire libre, se debe usar un asta de bandera cuya longitud no sea inferior a dos veces y media la longitud de la bandera.
• La bandera no debe izarse al aire libre antes del amanecer o después del atardecer, excepto en aquellas ocasiones en las que, por razones especiales, el Gobernador de Puerto Rico disponga lo contrario. La bandera se puede izar por la noche en ocasiones especiales para producir un efecto patriótico.

### Dónde y cuándo debe enarbolarse
• Si las condiciones climáticas lo permiten, la bandera debe izarse en o cerca de los edificios públicos durante los días laborables y en las actividades conmemorativas de los siguientes días festivos:
| Día de Festivo                            | Fecha |
| ----------------------------------------- | --- |
| Día de Año Nuevo                          | 1 de enero |
| Día De Los Tres Reyes                     | 6 de enero |
| Día de Eugenio María de Hostos            | Segundo lunes de enero |
| Día de Martin Luther King                 | Tercer lunes de enero |
| Día de los Presidentes                    | Tercer lunes de febrero |
| Abolición de la Esclavitud en Puerto Rico | 22 de marzo |
| Día de José de Diego                      | Tercer lunes de abril |
| Día Día de los Caídos                     | Último lunes de mayo |
| Independencia de los Estados Unidos       | 4 de julio |
| Día de Luis Muñoz Rivera                  | Tercer lunes de julio |
| Día de la Constitución de Puerto Rico     | 25 de julio |
| Día de José Celso Barbosa                 | Cuarto lunes de julio, excepto en los años en que la celebración coincide con otro día festivo, en cuyo caso se observará el 27 de julio |
| Día del Trabajo                           | Primer lunes de septiembre |
| Día de Colón                              | 12 de octubre |
| Día de los Veteranos                      | 11 de noviembre |
| Descubrimiento de Puerto Rico             | 19 de noviembre |
| Acción de Gracias                         | Cuarto jueves de noviembre |
| Navidad                                   | 25 de diciembre |

Nota: El Viernes Santo no se considera un día festivo.
• La bandera debe izarse en o cerca de las instalaciones destinadas a votar durante los días de las elecciones generales o especiales.
• Durante la temporada escolar, la bandera debe izarse sobre o cerca de las escuelas.
• La bandera puede izarse en la residencia privada de cualquier ciudadano que así lo desee.
• Las banderas pueden ser izadas por instituciones privadas, siempre y cuando cumplan con las disposiciones de este título.

### Cómo enarbolar la bandera

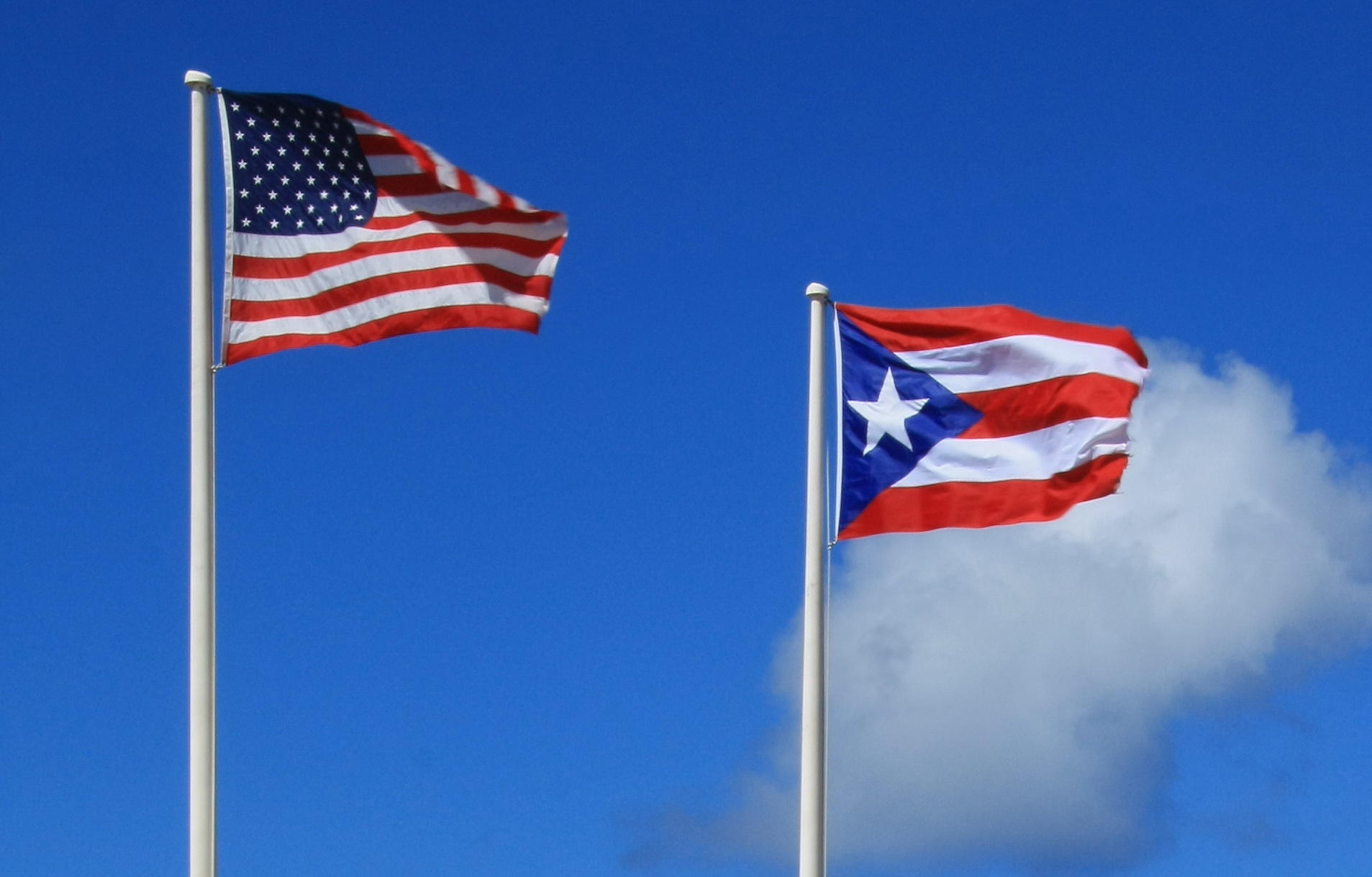
Exhibición adecuada de banderas, con la estadounidense a la derecha y la puertorriqueña a la izquierda en asta de la misma altura con banderas del mismo tamaño

• Cuando se levante junto a las banderas de otras naciones, todas las banderas y astas deben ser iguales en tamaño y altura.
• La bandera debe izarse rápidamente, pero de una manera considerada, ceremonial y respetuosa.
• La bandera debe izarse en un asta junto al asta de la bandera donde se ha levantado la bandera de los Estados Unidos. Ambas banderas deben estar a la misma altura. La bandera debe izarse después de izar la bandera de los Estados Unidos, y debe bajarse antes de que se baje la bandera de los Estados Unidos. Cuando se levante la bandera, siempre debe estar a la izquierda de la bandera de los Estados Unidos, y no se colocará ninguna otra bandera entre las dos.
• La bandera debe comenzar a izarse en la primera nota del himno de Puerto Rico y continuará levantándose hasta que llegue a la parte superior del asta con las últimas notas del himno. Esto también debe hacerse, pero en orden inverso, cuando la bandera se baje a los acordes del himno de Puerto Rico.
• La bandera no debe mostrarse con la punta superior de su estrella de cinco puntas hacia abajo, excepto en casos de emergencia, como en barcos que están a la deriva o en grave peligro de hundirse, ya que esta es la forma naval tradicional de pedir ayuda.

### En desfile

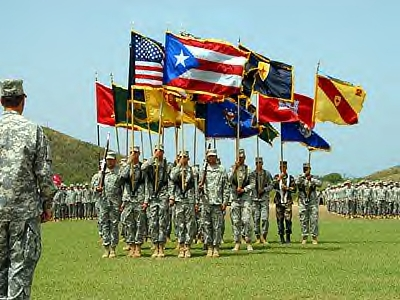
Exhibición adecuada de las banderas en desfile, con la estadounidense a la derecha de la puertorriqueña, a la misma altura y adelante de las otras banderas

• Cuando la bandera se lleva en un desfile, siempre debe llevarse a la izquierda de la bandera de los Estados Unidos, teniendo cuidado de que ambas se mantengan a la misma altura y en el mismo ángulo.
• Cualquier otra bandera, pancarta o emblema de agencias estatales, municipales o privadas que también se lleve en el desfile, debe llevarse inmediatamente detrás de las banderas, o a la izquierda de ellas.
• Cuando se utiliza un asta para llevar la bandera, debe medir al menos una vez y media la longitud de la bandera.
• La bandera no debe inclinarse cuando se tocan himnos de otras naciones o cuando se muestran las banderas de otras naciones.

### En un vehículo

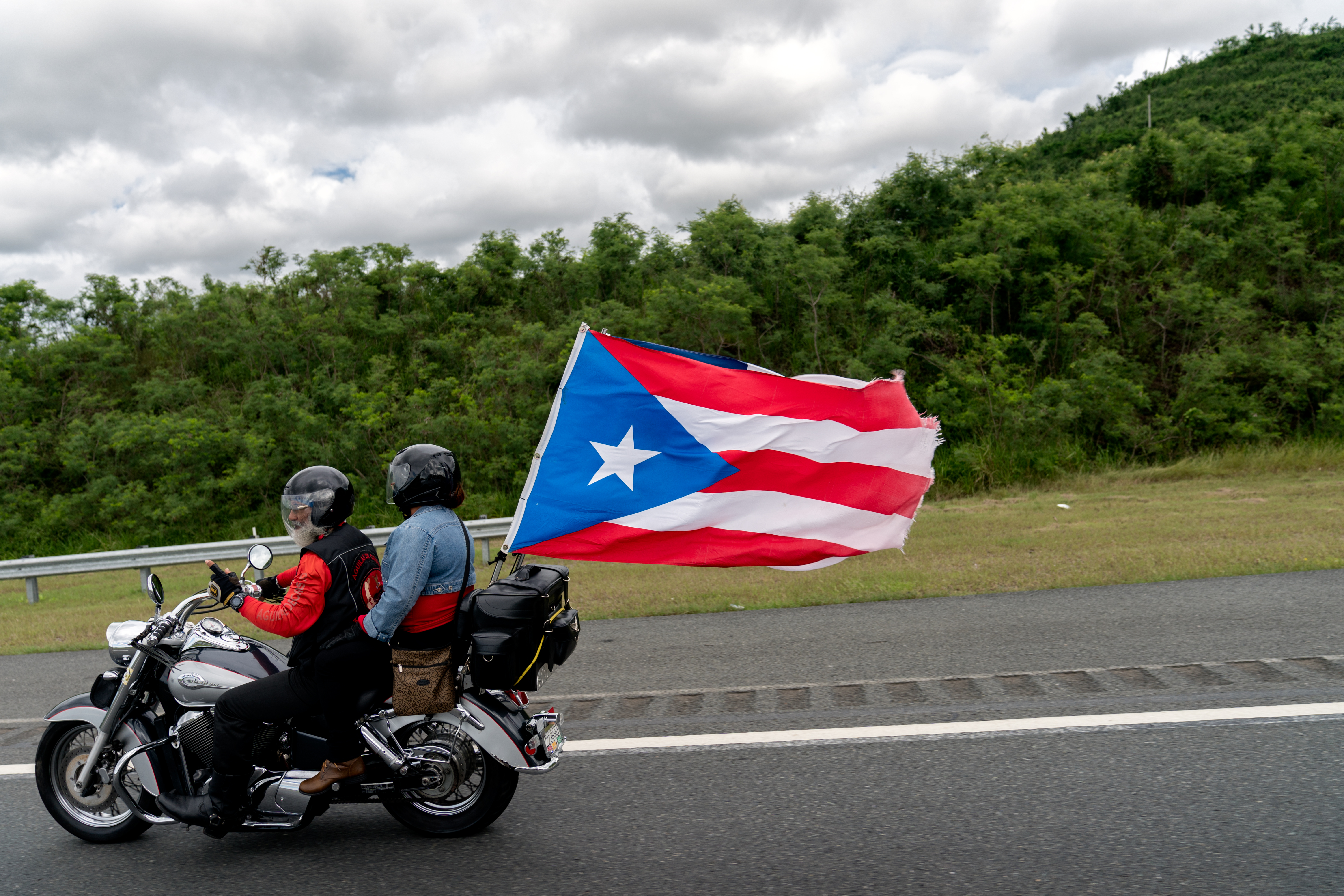
Exhibición adecuada de la bandera firmemente unida a un vehículo en un asta

• La bandera no debe mostrarse sobre la cubierta del motor, ni sobre la capota, ni a los lados o la parte trasera de un vehículo, ya sea un automóvil, un tren o cualquier otro vehículo de transporte.
• Cuando la bandera se muestra en un vehículo, se debe usar un asta firmemente asegurado.

### Exhibición junto a la bandera de los Estados Unidos y la de otras naciones

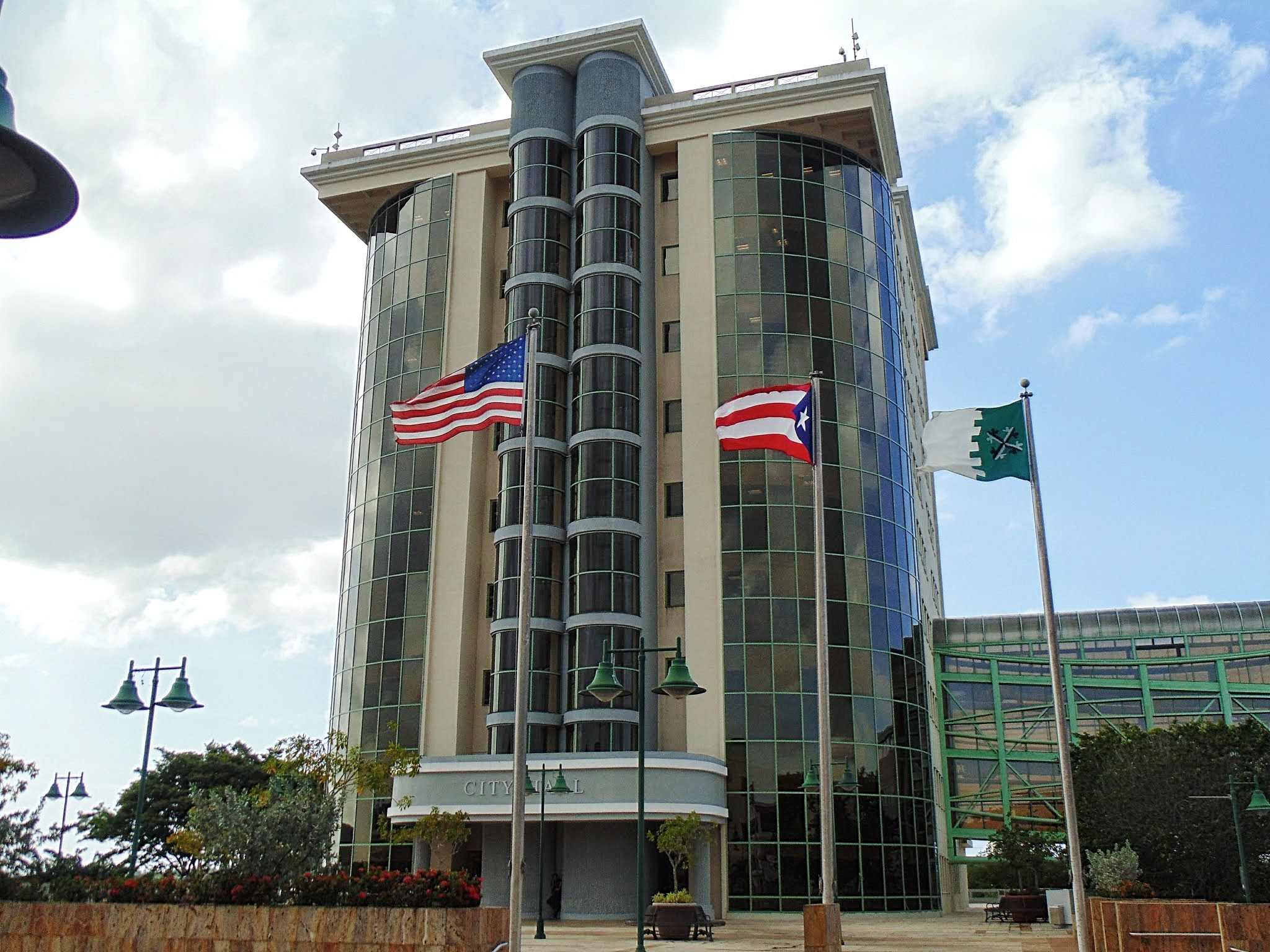
Exhibición adecuada de banderas, con la puertorriqueña a la izquierda de la estadounidense y a la derecha de cualquier otra en astas de igual altura con banderas del mismo tamaño

• Cuando la bandera, la bandera de los Estados Unidos y la de cualquier nación se muestran al mismo tiempo, todas las banderas deben ser del mismo tamaño y deben izarse en astas separados de la misma altura.
• La bandera debe estar a la izquierda de la bandera de los Estados Unidos. La bandera o banderas extranjeras se colocarán a la izquierda de Puerto Rico, siguiendo el orden alfabético en español de los países que representan.
• En el caso de las banderas de las naciones latinoamericanas, se colocarán en el orden alfabético de los países utilizados por la Organización de los Estados Americanos, de acuerdo con su Manual de Conferencias Interamericanas. Esto es: Antigua y Barbuda, Argentina, Barbados, Bolivia, Brasil, Chile, Colombia, Costa Rica, Cuba, Dominica, Ecuador, El Salvador, Estados Unidos, Granada, Guatemala, Haití, Honduras, Jamaica, México, Nicaragua, Panamá, Paraguay, Perú, República Dominicana, Santa Lucía, San Vicente y las Granadinas, Surinam, Trinidad-Tobago, Uruguay y Venezuela.

### Exhibición en el frente de un edificio

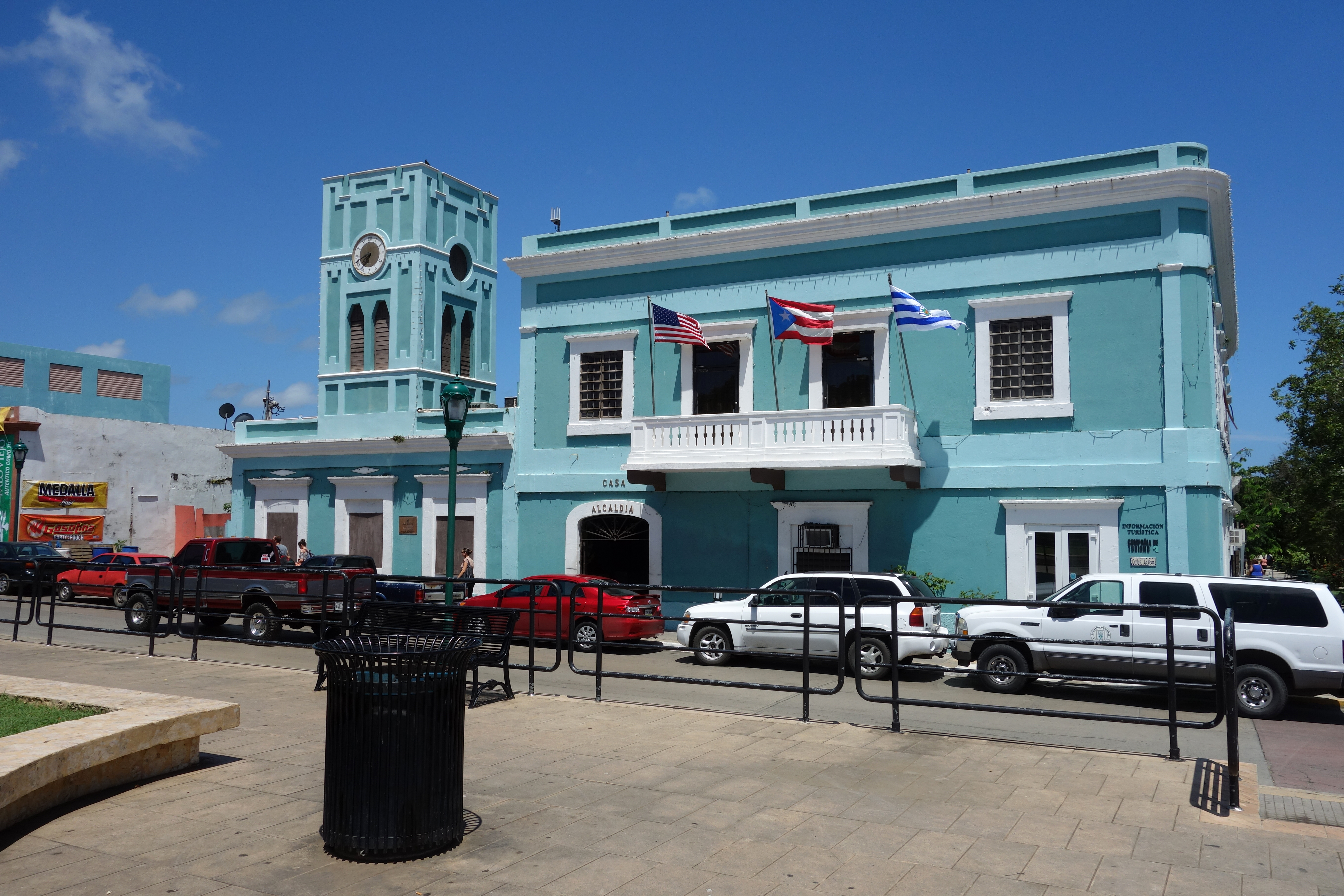
Exhibición adecuada de banderas en un balcón, con la puertorriqueña a la izquierda de la estadounidense y a la derecha de cualquier otra en la parte superior de los astas de misma altura con banderas de mismo tamaño

• Cuando la bandera se iza en la parte delantera de un edificio, ya sea en el alféizar de una ventana o balcón, el triángulo equilátero azul debe estar en la parte superior del asta a menos que la bandera se levante a media asta.

### Exhibición sin asta

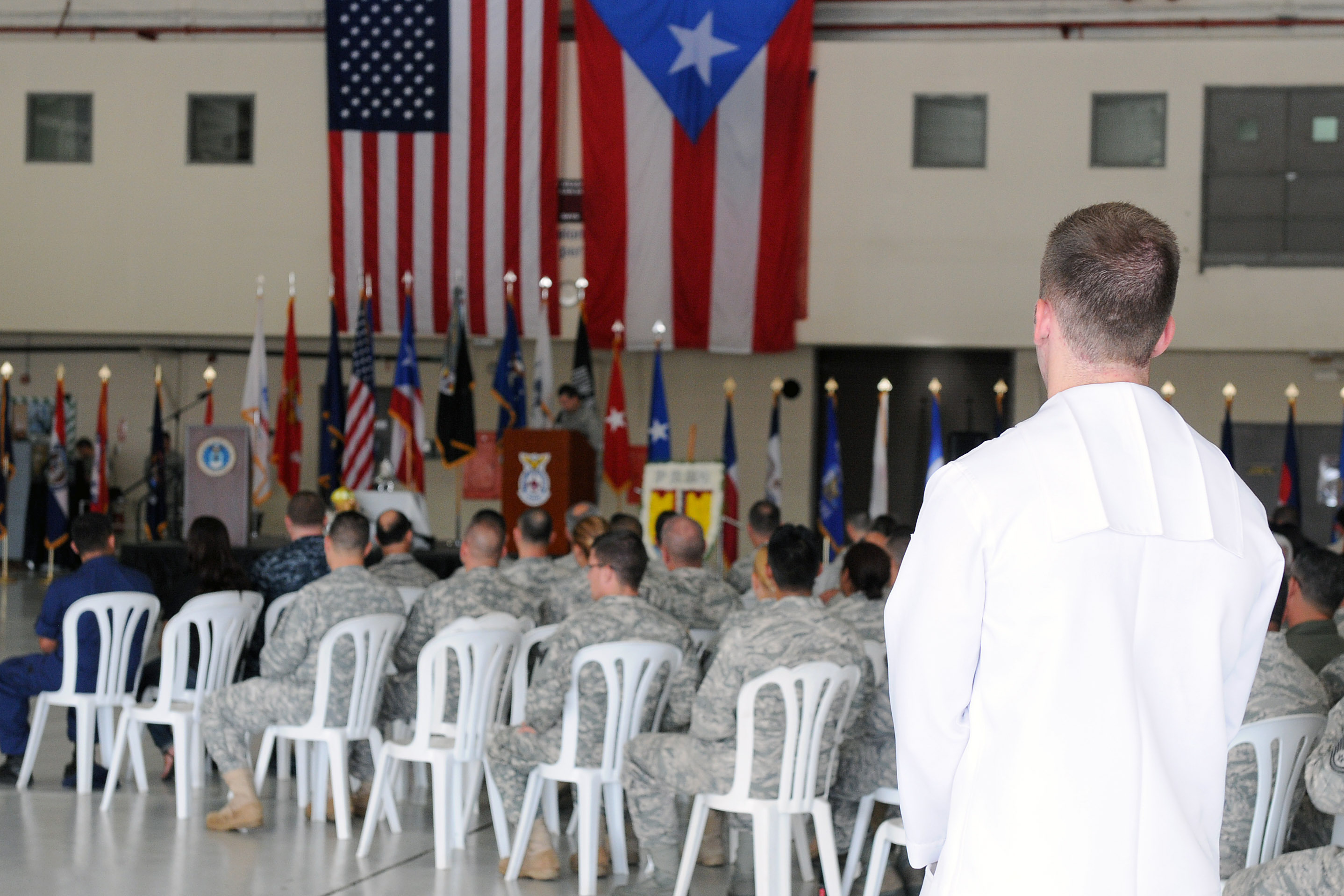
Exhibición vertical adecuada de banderas, con la estadounidense a la derecha y la puertorriqueña a la izquierda

• La bandera debe mostrarse plana, ya sea vertical u horizontalmente, cayendo libremente y sin pliegues. Cuando se muestra horizontalmente, el triángulo equilátero azul debe estar a la derecha de la bandera, es decir, a la izquierda del observador frente a ella.

### Sobre una calle
• Cuando se muestra en una calle, la bandera debe estar suspendida verticalmente con la base del triángulo equilátero azul hacia arriba.

### Uso en tribunas públicas

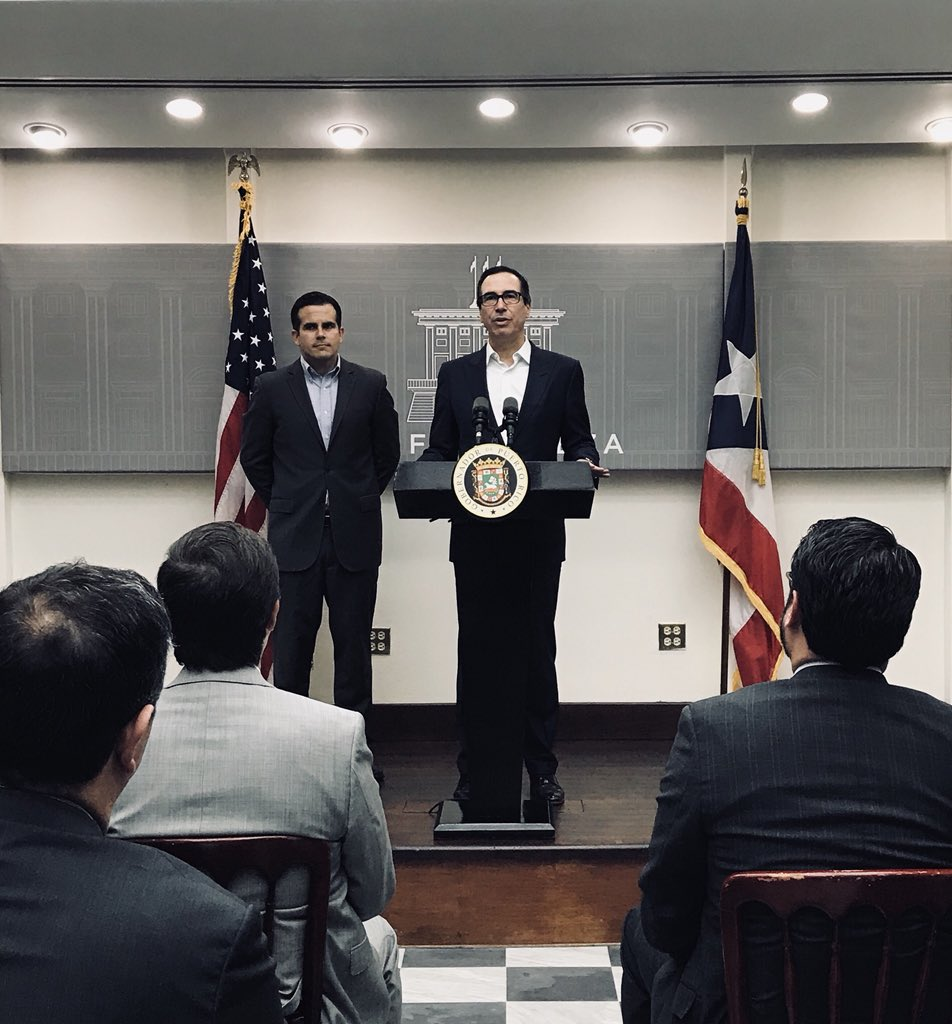
Exhibición adecuada de banderas en tribuna pública, con la estadounidense a la derecha y la puertorriqueña a la izquierda

• En la tribuna pública, la bandera nunca debe izarse con fines decorativos o para cubrir el estrado.
• Cuando se eleva frente a una tribuna o plataforma pública, debe colocarse en un nivel más alto que el ocupado por el orador.
• Cuando se ize en una tribuna pública junto con la de los Estados Unidos, la bandera debe estar a la izquierda del orador y la bandera de los Estados Unidos a la derecha del orador.

### Develación de estatuas o monumentos
• La bandera debe izarse en todas las ceremonias oficiales de inauguración de estatuas o monumentos públicos que honran la memoria de personas ilustres, pero nunca debe usarse para cubrir la estatua o el monumento que se va a revelar.

### Guardia Nacional de Puerto Rico

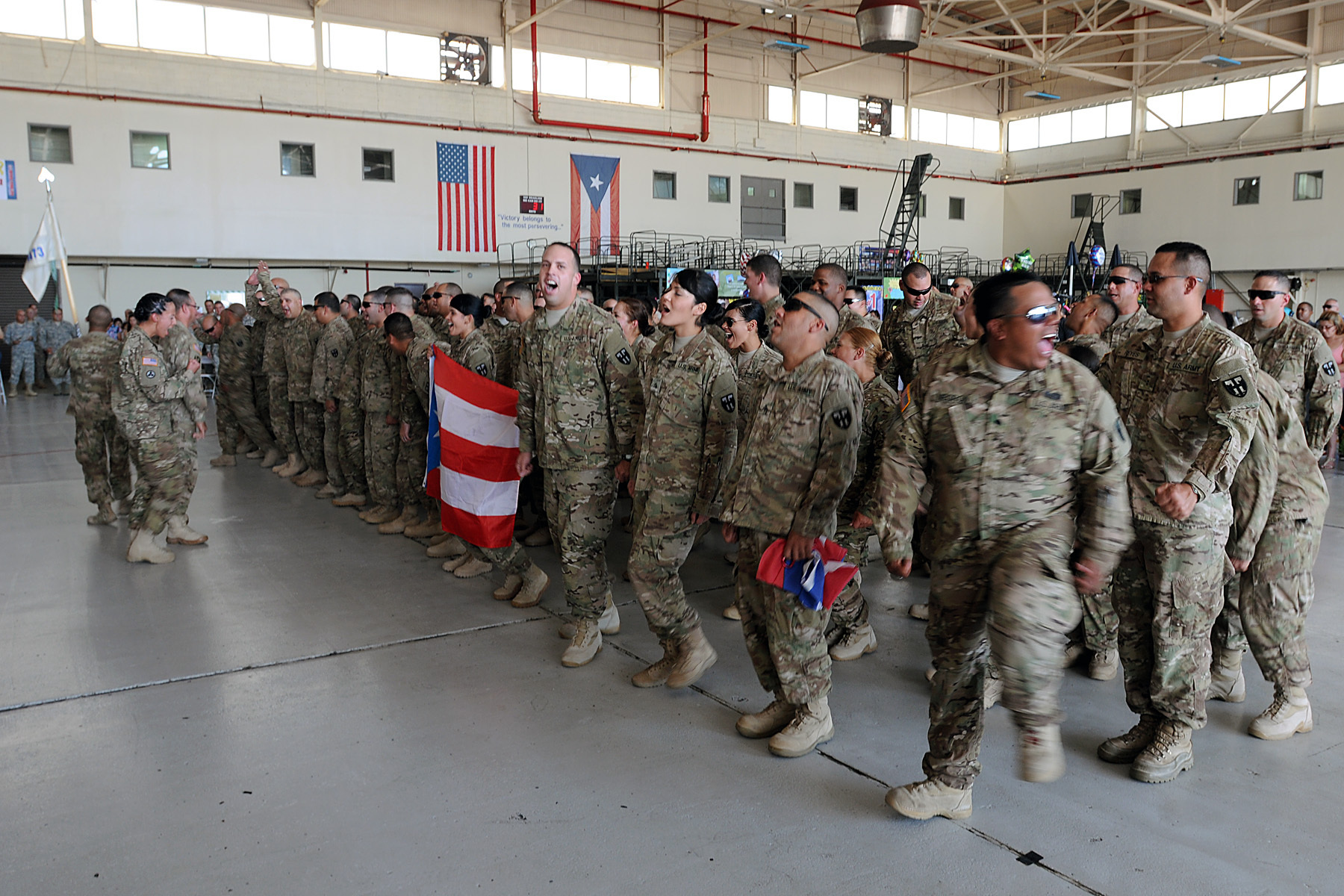
Exhibición adecuada de banderas en funciones de la Guarda Nacional de Puerto Rico, con la estadounidense a la derecha y la puertorriqueña a la izquierda

• La bandera debe mostrarse en todas las ceremonias o paradas en las que participe la Guardia Nacional.

### En féretros sola
• Cuando la bandera se utiliza para cubrir un ataúd, debe colocarse de tal manera que el triángulo equilátero azul esté en el extremo de la cabeza del ataúd. La bandera debe ser de cinco pies por nueve pies y medio. La bandera no debe descender a la tumba, ni debe tocar la tierra.

### En féretros junto a la bandera de los Estados Unidos
• Cuando la bandera y la de los Estados Unidos se utilizan para cubrir un ataúd, la bandera de los Estados Unidos se colocará primero en el ataúd para que la unión o el campo azul de esa bandera esté en la cabeza del lado izquierdo del ataúd. La bandera de Puerto Rico se colocará en el ataúd, con el triángulo hacia los pies del ataúd con el ápice del triángulo apuntando hacia la cabeza.

### En presencia del Gobernador
• La bandera se izará o se mostrará en todas las ceremonias públicas en las que esté presente el Gobernador de Puerto Rico.

### Horizontal en la pared con la bandera de los Estados Unidos

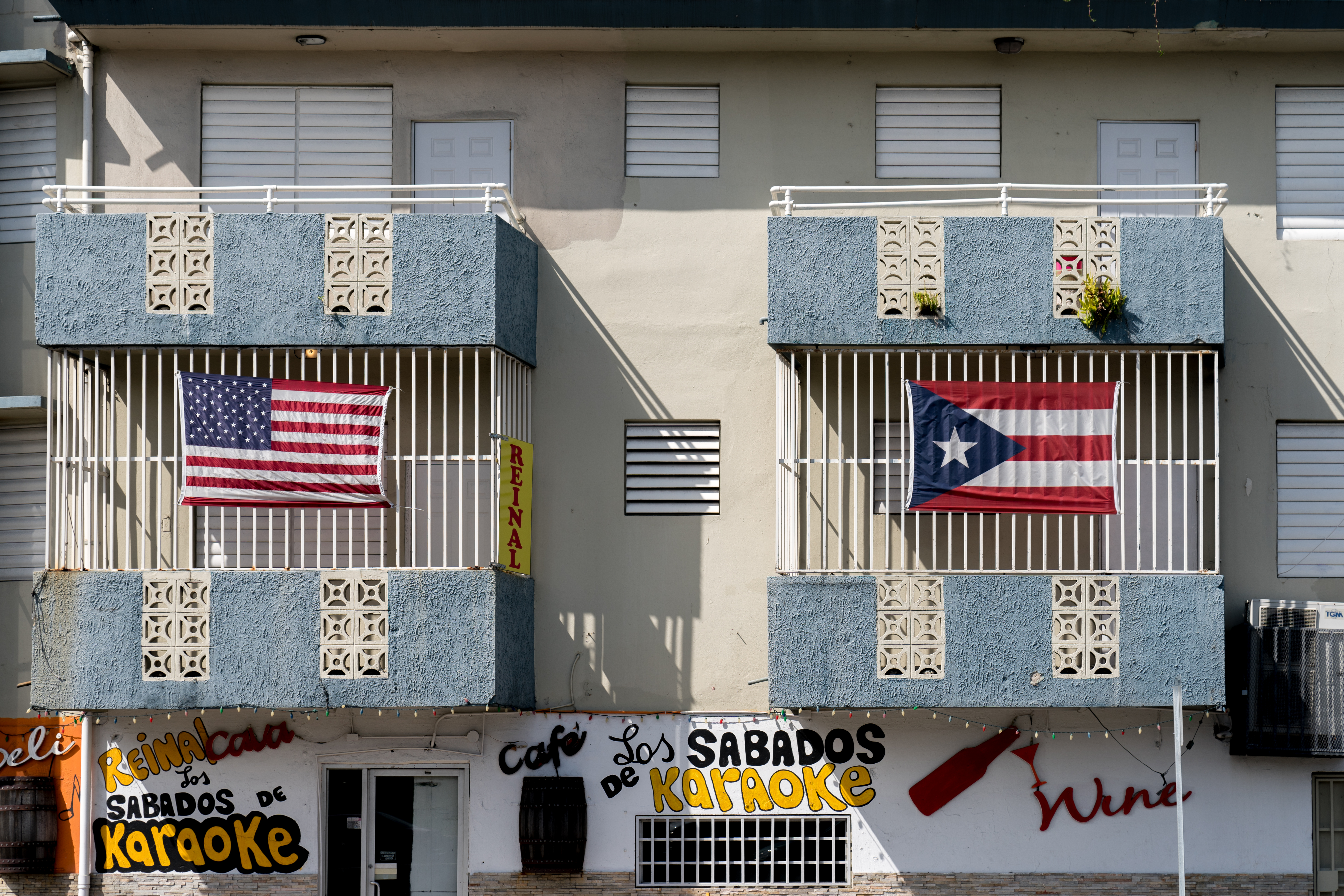
Exhibición horizontal adecuada de banderas, con la estadounidense a la derecha y la puertorriqueña a la izquierda

• Si la bandera se coloca horizontalmente en la pared, sus colores deben mostrarse por completo, con el triángulo hacia la derecha de ella, es decir, a la izquierda de la persona que la observa desde el frente. La bandera irá a la izquierda de la bandera de los Estados Unidos, es decir, a la derecha del observador.

### Cruzada en la pared con la bandera de los Estados Unidos

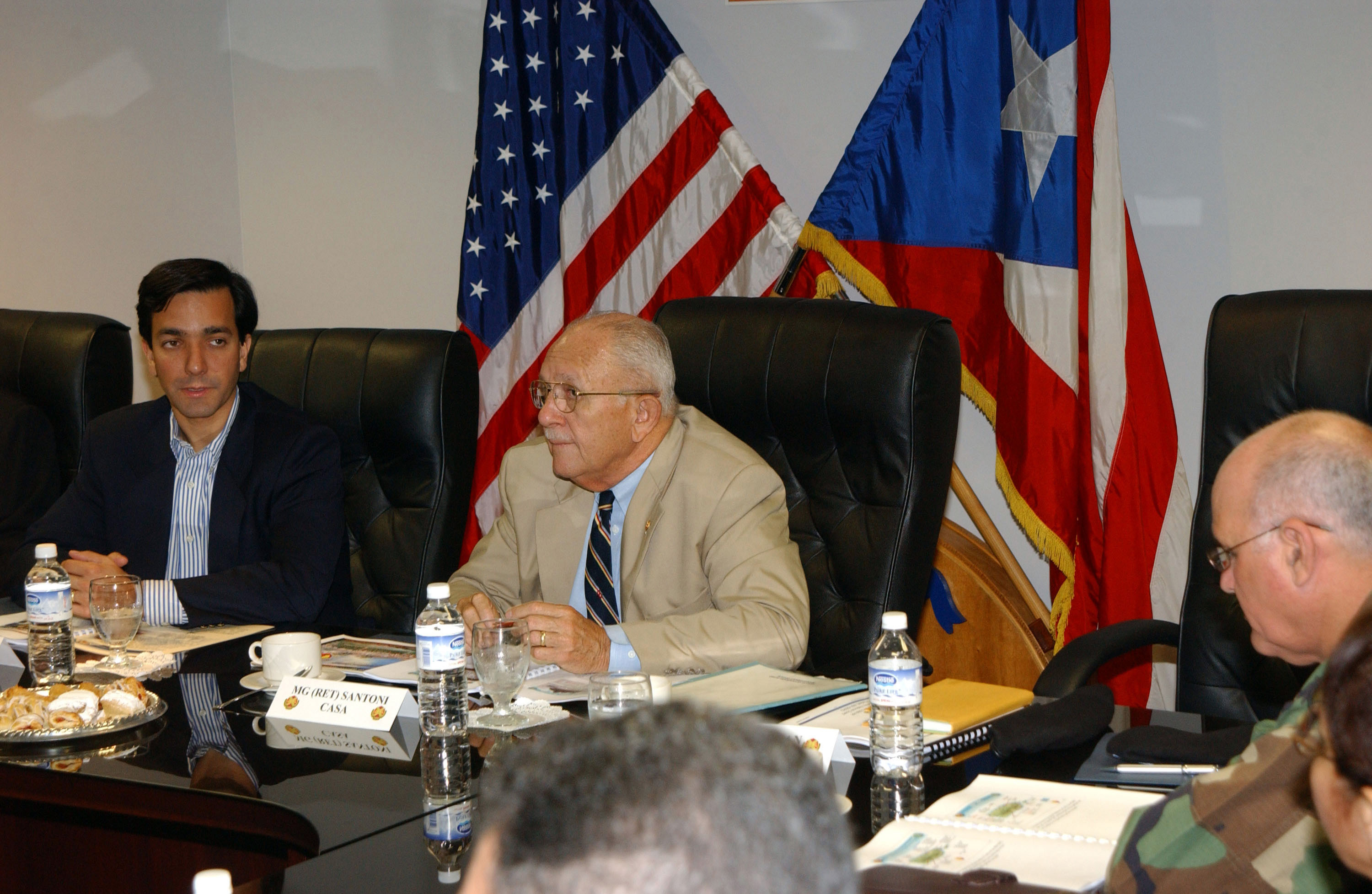
Exhibición adecuada de las banderas, con la estadounidense a la derecha y cruzándola sobre la puertorriqueña

• Cuando la bandera de los Estados Unidos y la bandera de Puerto Rico se cruzan contra una pared, en asta u otro lugar, la bandera de Puerto Rico estará a la izquierda de la bandera de los Estados Unidos. El asta de la bandera de los Estados Unidos, de acuerdo con sus regulaciones, se cruzará sobre el asta de la bandera de Puerto Rico. Al mirar las banderas así dispuestas, la bandera de los Estados Unidos estará a la izquierda del observador, y la de Puerto Rico a la derecha del observador.

### Uso en media asta
• En la ocasión en que la bandera debe levantarse a media asta, primero debe izarse hasta la parte superior del poste y luego bajarse a la posición de media asta. Cuando la bandera se va a bajar desde la posición de media asta, primero se debe elevar a la parte superior y luego bajar por completo.
• El uso de crepes negros en el asta está prohibido a menos que sea por orden del Gobernador de Puerto Rico.
• La bandera debe izarse a media asta cada vez que la bandera de los Estados Unidos se iza a media asta por orden presidencial.
• La bandera también debe izarse a media asta cuando sea autorizada u ordenada por el Gobernador de Puerto Rico, por proclamación u orden ejecutiva. En este caso, la bandera de los Estados Unidos también se izará a media asta.

### Al doblar la bandera
• La bandera debe doblarse siguiendo el sistema militar acostumbrado a la bandera de los Estados Unidos, es decir, en forma de triángulo. Los pliegues se harán de modo que la estrella en el triángulo de la bandera se muestre en la parte superior de la bandera, una vez doblada.

### Saludo

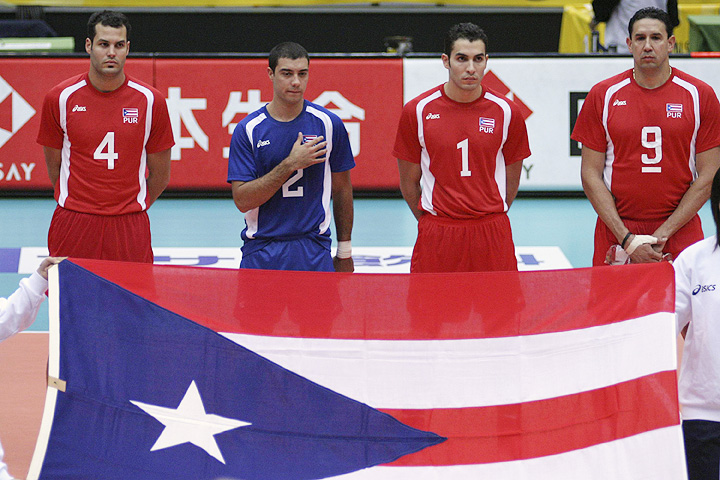
El jugador de uniforme azul saluda adecuadamente a la Monoestrellada con la mano derecha sobre su corazón

• Durante la ceremonia de izar o bajar la bandera, o cuando pasa en un desfile, todas las personas presentes deben ponerse de pie, mirar la bandera y permanecer así hasta que pase. Los hombres deben quitarse el sombrero y sostenerlo con la mano derecha colocada cerca del hombro izquierdo para que la mano derecha esté en el corazón. Los hombres sin sombrero y las mujeres saludarán a la bandera poniendo su mano derecha en el corazón. El personal de las fuerzas armadas saludará militarmente.

### Saludo oficial a la bandera
• El texto del saludo oficial a la bandera de Puerto Rico será el siguiente: Juro ante la bandera de la Mancomunidad de Puerto Rico, para honrar la patria que simboliza, las personas que representa y los ideales que encarna de libertad, justicia y dignidad.
• El saludo oficial a la bandera debe recitarse en las siguientes ocasiones:
• En aquellas actividades oficiales y cívicas que, debido a su carácter, lo justifican.
• En cualquier acto de naturaleza oficial o cívica en el que se recite la Juramento de Lealtad a la bandera de los Estados Unidos.
• En aquellas ocasiones en las que el Gobernador de Puerto Rico lo determine.
• El saludo oficial a la bandera debe recitarse después del Juramento de Lealtad a la bandera de los Estados Unidos.

### Tratamiento respetuoso
• Ninguna persona podrá mutilar, dañar, profanar, pisotear, insultar o menospreciar con palabras o obras la bandera.
• No se debe permitir que la bandera toque la tierra o el piso, ni que se arrastre por el agua.
• Tampoco debe mantenerse, desplegarse, usarse o almacenarse de tal manera que se rompa, se manche o se exponga fácilmente a daños.
• La bandera no debe usarse para cubrir el cielo raso o el techo de un lugar.
• Cuando las condiciones de la bandera son tales que ya no se puede usar, debe ser destruida de manera privada y respetuosa, preferiblemente a través de la incineración.
• Sin ninguna razón se debe usar una bandera en un estado de deterioro, es decir, deshilachada o con colores descoloridos.
• En los casos en los que es absolutamente necesario lavar la bandera, dicho lavado debe hacerse de forma privada y de manera respetuosa.
• En los eventos deportivos que tienen lugar en Puerto Rico, será responsabilidad de los organizadores de la actividad y/o los administradores de las instalaciones, garantizar en todo momento que se dé el debido decoro y respeto por las banderas.

### Prohibiciones
• La bandera no debe ser tejida o bordada en cojines, pañuelos o artículos similares; ni debe imprimirse o grabarse en servilletas, ya sea de cualquier material, o en cajas, o en ningún artículo que deba desecharse como inutilizable.
• Está prohibido el uso de la bandera como emblema o insignia de partidos políticos o candidatos que figuran en la boleta electoral.
• También está prohibido usarlo como emblema o insignia en relación con elecciones primarias, elecciones de plebiscito, referéndum o cualquier otro tipo de consulta que se haga al pueblo por medios electorales.
• Las siguientes prácticas están prohibidas:
• Estampar, imprimir o alguna forma hacer figurar alguna palabra, número, marca, grabado, diseño o anuncio de cualquier tipo en la bandera.
• Despliegue o muestre a la vista pública una bandera en la que se haya impreso, impreso o añadido una palabra o palabras, número, marca, grabado, diseño, pintura o anuncio de cualquier tipo.
• Despliegue al público, venda, ofrezca a la venta o utilice cualquier artículo u objeto que sirva como embalaje para la mercancía, en el que la bandera haya sido impresa, impresa, grabada o fijada para llamar la atención, decorar, marcar o distinguir el artículo u objeto en el que la bandera ha sido impresa, pintada, fijada o estampada.
• Ninguna persona podrá usar la bandera en ningún tipo de propaganda comercial o con el propósito de atraer la atención del consumidor.
• La bandera no se utilizará como parte de, ni se imprimirá en un traje, uniforme o vestido, bajo ninguna circunstancia.
• Está prohibido usar la bandera para arropar, cubrir, vestir o decorar animales, atletas o participantes en espectáculos públicos.

### Excepciones a las prohibiciones
• Las prohibiciones no serán aplicables a la prensa, ni a libros, folletos, certificados, diplomas, citas para cargos públicos, cuadernos, joyas o artículos de papelería para correspondencia, en los que la bandera esté impresa, pintada o estampada, separada de anuncios de todo tipo.

## Banderas históricas
La progresión histórica de las banderas en Puerto Rico es la siguiente:
| Cronología de las banderas en Puerto Rico | Cronología de las banderas en Puerto Rico          | Cronología de las banderas en Puerto Rico | Cronología de las banderas en Puerto Rico |
| Bandera                                   | Nombre                                             | Periodo                                   | Uso |
| ----------------------------------------- | -------------------------------------------------- | ----------------------------------------- | --- |
|                                           | Insignia del Capitán Cristóbal Colón               | 1493                                      | La bandera expedicionaria La Capitana de Cristóbal Colón llevada por su flota cuando la isla actual de Puerto Rico, conocida por su pueblo nativo taíno como Borikén, fue reclamada por los españoles como San Juan Bautista en honor a Juan Bautista durante el segundo viaje de Colón el 19 de noviembre de 1493. La letra "F" representa el rey Fernando y la "Y" representa la reina reina Isabel, los Reyes Católicos de una España unificada. |
|                                           | Estándar Real de la Corona de Castilla             | 1493-1715                                 | Emblema real de la Corona de Castilla, que representa a la Corona española, volado en la isla actual de Puerto Rico desde su descubrimiento como San Juan Bautista hasta la división administrativa de la Capitanía General de Puerto Rico. |
|                                           | Bandera de Cruz de Borgoña                         | 1506-1898                                 | Insignia militar del Imperio español, utilizada en la isla actual de Puerto Rico desde su colonización como San Juan Bautista por Juan Ponce de León hasta la división administrativa de la Capitanía General de Puerto Rico y la Provincia Autónoma de Puerto Rico. La bandera continúa volando sobre las fortalezas de Castillo San Felipe del Morro y Castillo San Cristóbal. |
|                                           | Bandera de España                                  | 1785-1873, 1874-1898                      | Pabellón naval y bandera nacional de España ondeada en la isla actual de Puerto Rico durante las divisiones administrativas de la Capitanía General de Puerto Rico y la Provincia Autónoma de Puerto Rico. |
|                                           | Bandera del Grito de Lares                         | 1868                                      | Bandera revolucionaria de la revuelta del Grito de Lares llevada a cabo por miembros y seguidores del Comité Revolucionario de Puerto Rico, quienes la proclamaron como la bandera nacional de un posible Puerto Rico independiente. A falta de autenticación por una fuente primaria escrita, la originalidad de la bandera está en disputa, con la mayoría de los historiadores identificándola como una copia hecha en la década de 1930 por el Partido Nacionalista de Puerto Rico basada en fuentes secundarias y orales. |
|                                           | Bandera del Grito de Lares                         | 1868                                      | Bandera de la revuelta del Grito de Lares llevada a cabo por miembros y seguidores del Comité Revolucionario de Puerto Rico, quienes la proclamaron como la bandera nacional de un posible Puerto Rico independiente. Mencionada en 1872 por una fuente primaria escrita, su originalidad está autenticada. |
|                                           | Bandera de la Primera República Española           | 1873-1874                                 | Bandera nacional de España, representando al país como una república federal, ondeó en simultaneo con la bandera provincial. |
|                                           | Bandera de la provincia de Puerto Rico             | 1873-1874                                 | Bandera provincial de la isla actual de Puerto Rico durante la división administrativa de la provincia de Puerto Rico. |
|                                           | Bandera de Intentona de Yauco                      | 1897-presente                             | Bandera de la revuelta Intentona de Yauco llevada a cabo por miembros y seguidores del Comité Revolucionario de Puerto Rico, quienes la proclamaron como la bandera nacional de un futuro independiente Puerto Rico en 1895, reemplazando a la bandera de Lares. El tono de azul original de la bandera sigue en disputa, ya que no hay ninguna fuente primaria escrita que lo especifique. Confiando en fuentes contemporáneas pero secundarias y orales, algunos historiadores han identificado su tono de azul como azul claro, ya que afirman que este fue el tono utilizado en la bandera de Lares. Sin embargo, no hay una cuenta de fuente primaria escrita que especifique el tono original de color azul utilizado en la bandera de Lares, las únicas dos versiones originales de la cual presentan diferentes tonos de color azul: una usa azul claro y la otra azul oscuro. Adicionalmente, una de las representaciones más antiguas de la bandera a principios del siglo XX presenta un tono de azul medio. |
|                                           | Bandera del Tercer Batallón Español de Puerto Rico | 1898                                      | Bandera de guerra del Tercer Batallón de Puerto Rico ondeada en la isla actual de Puerto Rico, pero más comúnmente en Cuba por soldados españoles-puertorriqueños durante la Guerra de Independencia cubana contra España entre 1895 y 1898. Puerto Rico y Cuba se convirtieron en posesiones de los Estados Unidos como resultado de la Guerra hispano-estadounidense de 1898, poniendo así fin a más de 400 años de dominio español en ambas islas. |
|                                           | Bandera de los Estados Unidos                      | 1898-1908                                 | Bandera nacional de los Estados Unidos, ondeó durante su invasión y ocupación en la guerra hispano-estadounidense, y su anexión como territorio de ultramar a través del Tratado de París, comenzando bajo un gobierno militar de 1898 a 1900 y continuando bajo un gobierno insular de 1900 a 1952, que supervisó el establecimiento de un gobierno civil y la nacionalidad estadounidense a través de la Ley Foraker de 1900, y la expansión del gobierno civil y el establecimiento de la ciudadanía estadounidense a través de la Ley Jones-Shafroth de 1917. |
|                                           | Bandera de Puerto Rico                             | 1952-pesente                              | Bandera subnacional de Puerto Rico como un territorio no incorporado organizado con un gobierno autónomo local democrático, llamado oficialmente el Estado libre asociado (ELA) en su establecimiento en 1952. Con su proclamación como la bandera del ELA a través de la Ley del 24 de julio de 1952, el primer gobernador, Luis Muñoz Marín, utilizó un tono de azul oscuro que coincidía con la bandera de los Estados Unidos como el color de facto del triángulo equilateral de la bandera. El tono de azul oscuro de la bandera utilizada por el gobierno de Muñoz Marín también coincide con el tono de azul que aparece en la bandera de Lares original y autenticada que se exhibe en España. |
|                                           | Bandera de los Estados Unidos                      | 1959-1960                                 | Bandera nacional de los Estados Unidos, ondeada junto a la del ELA. |
|                                           | Bandera de los Estados Unidos                      | 1960-presente                             | Bandera nacional de los Estados Unidos, ondeada junto a la del ELA. |
|                                           | Bandera de Puerto Rico                             | 1995-presente                             | Bandera subnacional de Puerto Rico ondeada en Puerto Rico como un territorio no incorporado organizado con un gobierno local autónomo y democrático. Con su redeclaración como la bandera del ELA a través del Reglamento sobre el Uso en Puerto Rico de la Bandera del Estado Libre Asociado de Puerto Rico del 3 de Agosto de 1895, el gobierno y el pueblo comenzaron a usar un tono de azul medio entre el supuesto azul claro revolucionario y el azul oscuro percibido proestadounidense, estableciendo el azul medio como el tono de color azul actual y de facto del triángulo equilátero de la bandera. |

## Banderas municipales
Cada uno de los 78 municipios de Puerto Rico, incluidas las islas de Culebra y Vieques, han adoptado una bandera que representa a la región y a su pueblo. Las banderas contienen escudo de armas o imágenes asociadas con la región, incluyendo aves, animales o cultivos. Muchas rinden homenaje a los Cacíques del pueblo indígena Taíno de Puerto Rico, quienes gobernaron la isla antes de la colonización europea. Por ejemplo, la bandera de Utuado presenta un sol Taino en honor al Cacique Agüeybaná I o El Gran Sol.Otras honran las raíces políticas, ancestrales y culturales españolas de la isla, como la bandera de San Germán, que honra a España con un sello español.
| Banderas Municipales de Puerto Rico | Banderas Municipales de Puerto Rico | Banderas Municipales de Puerto Rico | Banderas Municipales de Puerto Rico |
| Bandera                             | Municipio                           | Bandera                             | Municipio                           |
| ----------------------------------- | ----------------------------------- | ----------------------------------- | ----------------------------------- |
|                                     | Adjuntas                            |                                     | Juncos                              |
|                                     | Aguada                              |                                     | Lajas                               |
|                                     | Aguadilla                           |                                     | Lares                               |
|                                     | Aguas Buenas                        |                                     | Las Marias                          |
|                                     | Aibonito                            |                                     | Las Piedras                         |
|                                     | Añasco                              |                                     | Loíza                               |
|                                     | Arecibo                             |                                     | Luquillo                            |
|                                     | Arroyo                              |                                     | Manatí                              |
|                                     | Barceloneta                         |                                     | Maricao                             |
|                                     | Barranquitas                        |                                     | Maunabo                             |
|                                     | Bayamón                             |                                     | Mayagüez                            |
|                                     | Cabo Rojo                           |                                     | Moca                                |
|                                     | Caguas                              |                                     | Morovis                             |
|                                     | Camuy                               |                                     | Naguabo                             |
|                                     | Canóvanas                           |                                     | Naranjito                           |
|                                     | Cataño                              |                                     | Orocovis                            |
|                                     | Carolina                            |                                     | Patillas                            |
|                                     | Cayey                               |                                     | Peñuelas                            |
|                                     | Ceiba                               |                                     | Ponce                               |
|                                     | Ciales                              |                                     | Quebradillas                        |
|                                     | Cidra                               |                                     | Rincón                              |
|                                     | Coamo                               |                                     | Río Grande                          |
|                                     | Comerio                             |                                     | Sabana Grande                       |
|                                     | Corozal                             |                                     | Salinas                             |
|                                     | Culebra                             |                                     | San Germán                          |
|                                     | Dorado                              |                                     | San Juan                            |
|                                     | Fajardo                             |                                     | San Lorenzo                         |
|                                     | Florida                             |                                     | San Sebastián                       |
|                                     | Guanica                             |                                     | Santa Isabel                        |
|                                     | Guayama                             |                                     | Toa Alta                            |
|                                     | Guayanilla                          |                                     | Toa Baja                            |
|                                     | Guaynabo                            |                                     | Trujillo Alto                       |
|                                     | Gurabo                              |                                     | Utuado                              |
|                                     | Hatillo                             |                                     | Vega Alta                           |
|                                     | Hormigueros                         |                                     | Vega Baja                           |
|                                     | Humacao                             |                                     | Vieques                             |
|                                     | Isabela                             |                                     | Villalba                            |
|                                     | Jayuya                              |                                     | Yabucoa                             |
|                                     | Juana Díaz                          |                                     | Yauco                               |

## Otras banderas

### Bandera negra

La Monoestrellada en negro y blanco

La combinación de colores negro y blanco para la bandera surgió de una alteración de la puerta de la bandera ubicada en la calle San José, en el viejo San Juan. Tradicionalmente, la puerta estaba pintada en franjas verticales rojas y blancas con un triángulo azul claro en la parte superior con una estrella blanca. Sin embargo, en 5 de julio del 2016, el famoso sitio turístico sufrió un cambio en los colores realizado por el grupo Artistas Solidarios y en Resistencia. 
De acuerdo con una carta abierta de los artistas que realizaron la modificación, el cambio de color simboliza que la bandera esta de luto debido a la Ley de Supervisión, Administración y Estabilidad Económica de Puerto Rico (o ley PROMESA por sus siglas en inglés) que impone una junta de control fiscal y por lo tanto, limita la autonomía política de isla además de restringir fuertemente el presupuesto en los sectores de salud, pensiones y educación.
La versión monocromática de la bandera se ha utilizado en múltiples actos de protesta, como las protestas de 2019, y en espacios de arte urbano donde se ha extendido el cambio de colores incluso a versiones históricas de la bandera, como la del Grito de Lares.

### Bandera olímpica
En los Juegos Olímpicos de Londres 1948, el equipo puertorriqueño marchó detrás de una bandera blanca que tenía el Escudo de Puerto Rico en el centro y la leyenda "PUERTO RICO" en rojo encima. La bandera actual de Puerto Rico fue legalizada durante los Juegos Olímpicos de Helsinki 1952, y el equipo puertorriqueño comenzó a usarla de inmediato desde ese entonces.

### Bandera similar

La bandera de la compañía naviera noruega DSD es como la bandera puertorriqueña, pero con una estrella inclinada

En la década de 1950, Puerto Rico se puso en contacto con el Ministerio de Relaciones Exteriores de Noruega en un intento de que la compañía noruega de transporte Det Stavangerske Dampskibsselskap (DSD) dejara de usar una bandera que tiene una semejanza significativa a la bandera de Puerto Rico. La compañía ha afirmado que su bandera ha estado en uso desde al menos 1903, y que aunque el diseño de la bandera puertorriqueña es ocho años más antiguo que su bandera, no fue aprobada oficialmente por el gobierno puertorriqueño como bandera nacional hasta 1952. Noruega no ha cuestionado legalmente la posición de la compañía naviera de que su bandera es más antigua que la de Puerto Rico. La bandera de la compañía naviera sigue en uso hoy día.